# Personaggi de L'attacco dei giganti
Questa è la lista dei personaggi de L'attacco dei giganti, manga di Hajime Isayama pubblicato a partire dal 9 settembre 2009 da Kōdansha. Nel 2013 è stato realizzato un anime omonimo, ispirato alla serie manga, prodotto da Wit Studio, Production I.G e MAPPA, diretto da Tetsurō Araki.

## Protagonisti

### Eren Jaeger
Eren Jaeger (エレン・イェーガー?, Eren Yēgā) è il protagonista della storia. È il figlio del dottor Grisha Jaeger e di sua moglie Carla e una sorta di fratello adottivo per Mikasa Ackermann, la quale condivide reciproci sentimenti romantici che non verranno mai esplicitati. È il possessore del Gigante d'Attacco (進撃の巨人?, Shingeki no Kyojin), o Gigante dell'Avanzata, oltre al Gigante Progenitore (始祖の巨人?, Shiso no Kyojin), il gigante che Grisha aveva rubato a Frieda Reiss e al Gigante Martello (戦槌の巨人 Sentsui no Kyojin), ottenuto divorando Lara Tybur durante l'attacco a Marley.
È doppiato da: Yūki Kaji (ed. giapponese), Alessandro Campaiola (ed. italiana).

### Mikasa Ackermann
Mikasa Ackermann (ミカサ・アッカーマン?, Mikasa Akkāman), è la protagonista femminile della storia. Ha un fisico muscoloso ed allenato, oltre a dei capelli corvini inizialmente lunghi, che verranno accorciati in vari stili per necessità di combattimento. I suoi genitori vengono uccisi da dei trafficanti giunti in casa Ackermann con lo scopo di rapirla e venderla come schiava in quanto ultima discendente della stirpe asiatica. Viene salvata da Eren che, per proteggerla dal freddo, le avvolge al collo una sciarpa di colore rosso che la ragazza indosserà come un feticcio per tutta la durata della serie. Viene adottata dalla famiglia Jaeger e nel tempo svilupperà dei sentimenti nei confronti di Eren. Durante l'infanzia stringe amicizia con Armin Arelet, migliore amico di Eren: non di rado Mikasa salva entrambi dalle risse con i bulli del mercato, che la temono e fuggono alla sua vista.
Mikasa, essendo una discendente della famiglia Ackermann, dalla parte di sua madre, il cui potere si è attivato dopo un evento traumatico, è dotata di capacità fisiche portate all'estremo, oltre a un istinto molto spiccato che le permette di capire cosa deve fare e come agire in battaglia. Inoltre, l'esperienza combattiva di ogni Ackermann precedente le è stata trasmessa di generazione in generazione, cosa che la rende superiore in battaglia a qualsiasi altro normale essere umano. Infatti gli Ackermann, umani modificati geneticamente con le caratteristiche fisiche dei Giganti, sono sempre esistiti al solo scopo di proteggere il re di Eldia da ogni minaccia armata. Le sue spiccate doti fisiche e combattive si fanno subito notare e la pongono al livello di un guerriero del livello più alto, sia a mani nude sia con le lame. 
È doppiata da: Yui Ishikawa (ed. giapponese), Elena Perino (ed. italiana).

### Armin Arelet
Armin Arelet (アルミン・アルレルト?, Arumin Arureruto), chiamato Armin Arlert nell'anime, è il migliore amico di Eren e di Mikasa. Nato nel distretto di Shingashina, fin dall'inizio della storia è orfano sia del padre sia della madre, probabilmente uccisi dagli agenti della Squadra soppressione anti-uomo, polizia segreta del governo reale, poiché la coppia aveva tentato di uscire dalle mura a bordo di una rudimentale mongolfiera. I coniugi Arelet, infatti, amavano viaggiare e desideravano esplorare il mondo al di là della cinta muraria, così, dopo la nascita di Armin, pensarono di andare in viaggio di nozze in questo modo, finendo però uccisi dai membri della polizia segreta, contraria a ogni forma di conoscenza autonoma. Da allora, il bambino fu accudito dal nonno, ma la passione per l'avventura e l'esplorazione gli vennero tramandate dai libri lasciati in eredità dai suoi genitori, dove viene descritto un mondo esterno fantastico e affascinante, con luoghi meravigliosi che nessuno ha mai visto.
Porta i capelli biondi a caschetto e ha una costituzione fisica debole e gracile, fatto che lo portava sempre ad essere vittima dei bulli. Questi atti di sopraffazione lo hanno reso psicologicamente fragile, sviluppando un carattere insicuro, timido e introverso, sebbene non gli mancasse il coraggio; fu proprio questa caratteristica a far nascere l'amicizia tra lui ed Eren.
Arruolatosi nell'esercito con Eren e Mikasa, pur non brillando nelle prove fisiche, Armin sarà il primo classificato nelle materie teoriche e diverrà in seguito uno stratega, affiancando il comandante del Corpo di Ricerca, Elvin Smith, nelle decisioni cruciali. Sarà grazie a lui, infatti, che Eren verrà liberato da Berthold e da Reiner, i quali lo avevano precedentemente rapito per portarlo alla loro terra natia, giocando con i sentimenti che Berthold provava verso Annie Leonhart, loro complice precedentemente smascherata. Inoltre sarà merito suo se, durante la battaglia di Shingashina, il Gigante Colossale (ossia Bertholdt) verrà sconfitto e catturato, a costo però della sua stessa vita, in quanto, pur di distrarlo, non esita a farsi colpire dai vapori ustionanti emanati dal gigante e venendo ridotto in fin di vita. Pertanto, su pressione di Eren, ad Armin verrà iniettato il siero di trasformazione in gigante e gli sarà fatto divorare Bertholdt, divenendo il nuovo Gigante Colossale.
Armin userà la sua forma di Gigante sia nella lotta contro Marley, sia nello scontro finale contro lo stesso Eren, che voleva sterminare tutta l'umanità fuori dall'isola di Paradis per permettere ai suoi compatrioti una possibilità di esistenza contro il mondo che li considerava demoni. La sua forma di Gigante Colossale è simile a quella di Bertholdt: alto sessanta metri, privo di pelle e con i fasci muscolari in evidenza, sebbene le ossa facciali siano più risaltate. La sua trasformazione può causare un'onda d'urto potentissima, in grado di distruggere ogni cosa nel raggio di chilometri (come accaduto durante il raid contro Marley).
Nonostante sia stato proprio lui a smascherare la sua identità e a portarla ad auto rinchiudersi nel bozzolo, nel corso della serie sviluppa sentimenti romantici per Annie Leonhart, andandola a trovare costantemente nel suo periodo di prigionia e parlandole anche se lei non era in grado di rispondergli.
Una volta liberi, Annie dimostra di ricambiare i suoi sentimenti.
È doppiato da: Marina Inoue (ed. giapponese), Gaia Bolognesi (ed. italiana, stagioni 1-4 parte 1), Joy Saltarelli (ed. italiana, stagione 4 parte 2)

## 104º Corpo di Addestramento Reclute
È l'unità di addestramento militare dell'intero esercito di Paradis, alla quale si può accedere a partire dai 12 anni. L'addestramento dura in totale tre anni e prevede prove fisiche (utilizzo del Dispositivo di Manovra Tridimensionale, corsa con gli zaini in spalla, allenamento con le spade, combattimento corpo a corpo, marcia nella neve) e teoriche (con spiegazioni sulle informazioni in possesso sull'origine e i punti deboli dei Giganti, che possono essere abbattuti solo tagliando loro la nuca). Il simbolo del Corpo Reclute è uno stemma con due spade intrecciate. Dopo la cerimonia di consegna dei diplomi militari, le reclute possono scegliere a quale ordine militare appartenere (Corpo di Gendarmeria, Corpo di Guarnigione, Corpo di Ricerca), sebbene solo i primi dieci classificati abbiano il privilegio di scegliere di entrare nel Corpo di Gendarmeria.
Il comandante ed istruttore capo delle reclute è Keith Shadis, precedentemente comandante del Corpo di Ricerca, un militare duro e severo che sgrida e allena duramente le reclute per indurirne il carattere e prepararle al combattimento contro i Giganti.

### Keith Shadis
Keith Shadis (キース・シャーディス?, Kīsu Shādisu) è l'istruttore capo che si occupa dell'addestramento delle giovani reclute dell'esercito, incluso il 104º Corpo di Addestramento Reclute, dove si arruolano Eren, Mikasa e Armin. Fisicamente è alto, slanciato, calvo e con un pizzetto sul mento: come militare, è un tipo piuttosto duro e severo, avendo l'abitudine di sgridare e umiliare le nuove reclute per prepararle ad affrontare al meglio lo scontro con i Giganti.
Fu il primo ad incontrare Grisha Jaeger, un uomo originario dai territori fuori dalle mura, che sosteneva di non ricordare nulla del suo passato, insegnandogli successivamente i pregi e i difetti del mondo dentro le mura. Poco tempo dopo divenne il 12º comandante del Corpo di Ricerca, ma il suo entusiasmo iniziale si era spento dopo i continui fallimenti e le perdite di vite umane che le sue missioni avevano provocato; pertanto, decise di cedere il titolo a qualcuno che riteneva più qualificato di lui, Elvin Smith, all'epoca un giovane ufficiale alle sue dipendenze.
Riapparirà brevemente nell'arco finale della storia, fermando gli Jaegeristi a costo della vita, insieme a Theo Maghat.
È doppiato da: Kunihiko Yasui (ed. giapponese), Saverio Indrio (ed. italiana).

### Reiner Braun
Reiner Braun (ライナー・ブラウン?, Rainā Buraun) è una recluta del 104º Corpo di Addestramento Reclute e si classifica al secondo posto dietro a Mikasa. È biondo, alto e molto forte, riesce ad analizzare la situazione a mente fredda ed è ammirato e considerato una persona fidata da tutti i suoi commilitoni. Si scopre però che è in realtà il Gigante Corazzato (鎧の巨人?, Yoroi no Kyojin), ovverosia colui che ha sfondato il portone del Wall Maria e uno dei responsabili della morte di un quinto della popolazione umana. Per via del peso di questa responsabilità e dell'attaccamento che ha sviluppato nei confronti dei suoi compagni, Reiner soffre di uno sdoppiamento di personalità: oltre alla sua identità di guerriero genocida, sviluppa la convinzione di essere un semplice soldato il cui compito è proteggere l'umanità, insieme con i suoi compagni. La cosa lo ha reso mentalmente ed emotivamente instabile (fino a giungere ad un passo dal suicidio), tanto che a Berthold tocca ripetutamente il compito di riportarlo alla realtà.
Come Gigante Corazzato, Reiner è alto quindici metri e possiede uno strato di pelle molto più resistente del normale che, a differenza del Gigante Femmina, ricopre tutta la superficie del suo corpo, salvo i punti di giunzione. Infatti né i cannoni, né le spade utilizzate dagli esseri umani hanno effetto su di essa. Successivamente, viene creata un nuovo tipo di arma adatta a contrastarlo, la Lancia Fulmine: una lancia dotata di esplosivo che è in grado di infrangere la sua pelle. Isayama ha dichiarato che per il suo aspetto si è ispirato all'atleta Brock Lesnar. Nonostante lui stesso abbia affermato di non essere molto attratto dal sesso opposto, ha una cotta per Historia.
È doppiato da: Yoshimasa Hosoya (ed. giapponese), Andrea Mete (ed. italiana).

### Berthold Huber
Berthold Huber (ベルトルト・フーバー?, Berutoruto Fūbā), traslitterato come Berthold Hoover fino al volume 4, è una recluta del 104º Corpo di Addestramento e si classifica al terzo posto dietro a Reiner e a Mikasa. La sua vera identità è quella del Gigante Colossale (超大型巨人?, Chō-ōgata Kyojin) ed è responsabile insieme a Reiner dello sfondamento del Wall Maria. Dopo gli avvenimenti di Stohess, rapisce Eren e Ymir insieme al suo complice con l'obiettivo di portarli verso la loro terra natia, ma il piano fallisce quando è preso da uno scatto d'ira in seguito a una bugia sulle condizioni di Annie detta da Armin, che sfrutta i sentimenti di Berthold verso la ragazza per liberare Eren. Successivamente tenta di convincere il Gigante Bestia affinché Annie venga salvata, ma invano, in quanto Reiner viene sconfitto.
Alto di statura, con occhi verdi e capelli neri, Berthold è descritto come pacifico e accondiscendente, tratti che lo portano a evitare i contrasti e a seguire le decisioni degli altri. È sensibile all'affetto e al senso di cameratismo che prova verso i suoi commilitoni a cui è legato, ma, a differenza di Reiner, ha ben chiare le sue priorità e vede la missione assegnatagli di superiore importanza ai suoi stessi sentimenti. Infatti, rivolto ai suoi ex commilitoni, ammette con sofferenza che nessuno vorrebbe lordarsi le mani di sangue, ma di esservi comunque costretto, accusando che la colpa proviene dalla crudeltà del mondo in cui vivono. La sua insicurezza e la sua timidezza sono successivamente sostituite da un forte desiderio di porre fine al suo compito e da una maggiore consapevolezza della sua forza, tant'è che a Shiganshina sconfigge Eren e Mikasa con facilità, salvo poi essere catturato quando cade nella trappola tesa da Armin ed Eren. Ormai sconfitto, verrà dato in pasto ad Armin, al quale era stato iniettato il siero di trasformazione in Gigante e che diventa in tal modo il nuovo Gigante Colossale: prima di morire, urla disperato ai suoi ex compagni di salvarlo. Anche se morto, Berthold, divenuto spirito che alberga dentro Armin, non riesce a trovare pace, continuando a soffrire per tutti i compagni che ha tradito.
Trasformato in Gigante Colossale, Berthold è alto sessanta metri e non possiede pelle, mostrando i fasci muscolari. È lento nei movimenti, ma dotato di forza straordinaria, e la sua arma segreta consiste nello sprigionare da tutto il corpo vapori di altissima temperatura ogni qualvolta sta per essere colpito o si sente minacciato. Tuttavia, mentre sprigiona tali vapori, la carne del gigante si consuma rapidamente e non è in grado di muoversi. Sebbene tutti i Titani generino enormi quantità di calore ed energia durante la trasformazione, Berthold è capace di controllare tale energia fino a raggiungere livelli simili all'esplosione di un piccolo ordigno nucleare. I generali di Marley considerano il Gigante Colossale l'arma più potente da schierare in una guerra, definendolo un dio della distruzione e che con esso sia possibile conquistare un'intera nazione.
È doppiato da: Tomohisa Hashizume (ed. giapponese), Simone Crisari (ed. italiana).

### Annie Leonhart
Annie Leonhart (アニ・レオンハート?, Ani Reonhāto) è una recluta del 104º Corpo di Addestramento Reclute e si classifica al quarto posto alla fine dell'addestramento. Di statura medio bassa, con i capelli biondi e gli occhi azzurri, ha un carattere chiuso e asociale, mostrando inoltre una certa vena sadica, nonostante non apprezzi le ingiustizie. È abilissima nel combattimento corpo a corpo e possiede una forza e un'agilità incredibili, tanto che lo stesso Eren, impressionato, le chiede di fargli da maestra e insegnargli le sue tecniche. Dopo la cerimonia di diploma dei cadetti, sceglie di arruolarsi nel Corpo di Gendarmeria, essendo tra i primi dieci classificati che potevano avere questo privilegio.
Si scopre che in realtà è il Gigante Femmina, un esemplare anomalo che insegue il Corpo di Ricerca durante la spedizione fuori le mura e stermina la squadra del capitano Rivaille allo scopo di rapire Eren, fallendo nell'intento per la pronta reazione di quest'ultimo. Contro Eren ingaggerà infine un feroce duello nel distretto di Stohess, dopo che la sua copertura era saltata: sconfitta e messa all'angolo, per non cadere prigioniera Annie si rinchiude in un bozzolo di cristallo da lei creato e viene messa sotto la custodia del Corpo di Gendarmeria. Rimarrà in questo stato per quattro anni, finché Eren, acquisendo i pieni poteri del Gigante Fondatore, provocherà anche la distruzione del suo bozzolo: si unirà quindi all'alleanza tra i vecchi commilitoni del Corpo di Ricerca e i resti del corpo di spedizione marleyano a Paradis per fermare Eren dal proposito di distruggere il mondo con la Marcia dei Colossali. Annie odia profondamente Reiner per averla costretta ad uccidere Marco.
Trasformata in gigante, Annie è alta quattordici metri, possiede uno strato di pelle che ricopre quasi tutto il suo corpo, lasciando scoperti i muscoli, ed è dotata di un'agilità e di una versatilità elevata. Può cristallizzare varie parti del suo corpo per difendersi o combattere, creando uno strato di "corazza" simile a quello del Gigante Corazzato, ma di colore azzurro-trasparente (una abilità innovativa conferitagli dall'esercito di Marley dopo varie sperimentazioni per potenziarla), ed è in grado di richiamare i Giganti puri con il proprio urlo dentro un raggio d'azione limitato. Eren stesso ammette che, grazie alle sue straordinarie doti marziali, in uno scontro singolo Annie è molto più forte di Reiner. Tuttavia, nonostante la sua grande abilità nella cristallizzazione, se l'avversario si muove a una velocità superiore ai suoi riflessi non è in grado di rinforzarsi in tempo: infatti nello scontro con Rivaille viene ripetutamente ferita dal caporale maggiore senza alcuna possibilità di reazione. Nel romanzo Lost Girl si rivela che Annie può trasformare anche solo una parte del proprio corpo in gigante senza indebolirsi.
È doppiata da: Yū Shimamura (ed. giapponese), Chiara Gioncardi (ed. italiana).

### Jean Kirschtein
Jean Kirschtein (ジャン・キルシュタイン?, Jan Kirushutain) è una recluta del 104º Corpo di Addestramento Reclute e si classifica al sesto posto alla fine della sua formazione come soldato. Alto di statura, con i capelli castano chiaro e la faccia allungata, similmente ad Eren è impulsivo e aggressivo di carattere e possiede spiccate tendenze al comando, come dimostratogli da Marco durante la battaglia di Trost. Nutre dei sentimenti amorosi verso Mikasa e si scontra spesso con Eren durante l'addestramento a causa della differenza tra le loro ideologie e intenzioni: il primo vuole unirsi al Corpo di Gendarmeria e vivere al sicuro all'interno delle mura, mentre il secondo vuole entrare a far parte del Corpo di Ricerca e lottare contro i Giganti. Dopo che viene a conoscenza della morte di Marco, Jean cambia mentalità e si unisce a quest'ultimo corpo militare per devozione verso l'amico, diventando in seguito membro attivo dei diversi salvataggi di Eren e del colpo di Stato organizzato da Erwin contro la corona. Scoperto che il responsabile della morte di Marco è Reiner, deciderà infine di non ucciderlo, ma che comunque non lo perdonerà.
È doppiato da: Kishō Taniyama (ed. giapponese), Flavio Aquilone (ed. italiana).

### Marco Bodt
Marco Bodt (マルコ・ボット?, Maruko Botto) è una recluta del 104º Corpo di Addestramento Reclute e si classifica settimo alla fine dell'addestramento. Di statura medio-alta, con i capelli neri corti e le lentiggini, è una persona ottimista e idealista che si arruola genuinamente con lo scopo di unirsi al Corpo di Gendarmeria e servire fedelmente il re. Viene ritrovato deceduto da Jean a pochi giorni di distanza dalla fine della battaglia di Trost, orribilmente sbranato per metà e la sua morte, le cui cause sono rimaste a lungo un mistero, è rivelata essere stata a causa di Reiner, Annie e Berthold: Reiner infatti si accorge che il commilitone aveva origliato il segreto della loro vera natura e ordina ad Annie di togliergli di dosso il Meccanismo per il Movimento Tridimensionale, lasciandolo inerme davanti ai giganti e destinandolo di conseguenza alla morte. Tuttavia, osservando la scena mentre Marco veniva sbranato, Reiner ha una ricaduta tornando nella personalità di soldato delle mura che osserva scioccato mentre viene divorato con Berthold e Annie al suo fianco che piangono disperati per poi perdere il controllo e accanirsi e uccidere il gigante che lo aveva divorato. Marco sarà infine cremato dandogli un saluto commemorativo da soldato. Dopo il risveglio dei giganti colossali per mano di Eren, Yelena rivela infine a Jean che i responsabili della sua morte sono Reiner e Annie.
È doppiato da: Ryōta Ōsaka (ed. giapponese), Daniele Giuliani (ed. italiana).

### Connie Springer
Connie Springer (コニー・スプリンガー?, Konī Supuringā) è una recluta del 104º Corpo di Addestramento Reclute e si classifica ottavo alla fine dell'addestramento. Nativo del villaggio di Ragako, è basso di statura e porta i capelli rasati, mentre la sua personalità ingenua e scherzosa lo rende molto legato alla sua commilitona Sasha, della quale si reputa un gemello. Connie decide di unirsi al Corpo di Ricerca dopo essere stato ispirato dal discorso di Eren, sebbene avesse in realtà intenzione di unirsi al Corpo di Gendarmeria per rendere fiera la sua famiglia. Dopo l'attacco del Gigante Bestia, scopre che gli abitanti del suo villaggio sono stati trasformati in giganti e, riconoscendo sua madre tra essi, giura di vendicarsi. Successivamente si scopre che Zeke Jeager ha trasformato gli abitanti di Ragako in giganti puri servendosi di un'arma a gas, contenente il suo fluido spinale, in grado di paralizzare gli Eldiani e di mutarli in Giganti grazie alle sue urla.
È doppiato da: Hiro Shimono (ed. giapponese), Gabriele Patriarca (ed. italiana).

### Sasha Blouse
Sasha Blouse (サシャ・ブラウス?, Sasha Burausu) è una recluta del 104º Corpo di Addestramento Reclute e si classifica nona alla fine dell'addestramento. Nata nella foresta di Dauper, è una ragazza con i capelli bruno-rossastri e possiede una persona stravagante ed eccentrica, il cui grande appetito, derivato dall'esiguità di cibo che ha dovuto affrontare durante l'infanzia, sembra non finire mai, e sembra spesso pensare solo a mangiare. È stata soprannominata la "ragazza della patata" dai suoi commilitoni per via del buffo incidente che ebbe con l'istruttore Shadis alla cerimonia di apertura del 104º Corpo Reclute.
Possiede un'agilità elevata e un istinto quasi animalesco, maturato vivendo come cacciatrice nella foresta insieme alla sua famiglia, tanto da essere molto abile con l'arco e le frecce; nell'originale giapponese si esprime usando un linguaggio molto formale per nascondere il suo vero accento, di cui si vergogna. Dopo i fatti di Shiganshina, partecipa quattro anni dopo al raid contro Marley in qualità di cecchino, sparando e uccidendo due guardie marleyane amiche di Gabi, facendosi intravedere per un breve momento da quest'ultima. Insieme con Connie posiziona dei segnali luminosi sui tetti per far giungere il dirigibile rubato da Zoe, per poi infine unirsi alla lotta contro la squadra di Zeke. Durante la ritirata, lei e i compagni festeggiano per l'esito della missione, ma poco dopo Gabi, che si è intrufolata sull'aeromobile, le spara un colpo di fucile nel cuore, uccidendola. Di ritorno sull'isola, Sasha viene sepolta con i funerali militari: la sua tomba, oltre che dalla famiglia e dai commilitoni, è visitata da Niccolò, un prigioniero marleyano che lavorava come cuoco per il Corpo di Ricerca e che si era lentamente innamorato della soldatessa, la quale amava i suoi piatti a base di pesce.
È doppiata da: Yū Kobayashi (ed. giapponese), Valentina Favazza (ed. italiana).

### Historia Reiss
Historia Reiss (ヒストリア・レイス?, Hisutoria Reisu), nota nella prima parte della storia con lo pseudonimo di Christa Lens (クリスタ・レンズ?, Kurisuta Renzu), è una recluta del 104º Corpo di Addestramento Reclute e si classifica decima alla fine dell'addestramento. È di statura medio-bassa, con i capelli biondi lunghi e dalle iniziali apparenze pure e gentili, sebbene in seguito si scopra che in realtà Christa è solo una maschera indossata da Historia per nascondere il suo animo da persona egoista, disposta a sacrificare gli altri pur di sentirsi buona e utile e avere uno scopo nella propria vita. È la figlia illegittima di Rod Reiss, esponente delle vera famiglia reale, e di una domestica che era al suo servizio: Historia quindi sarebbe la vera erede al trono della monarchia, tuttavia, dati i suoi natali, è stata cacciata dalla famiglia Reiss ed è stata confinata in una fattoria, isolata dal resto del mondo insieme con i suoi nonni e sua madre. I suoi complessi di inferiorità derivano dall'essere stata trascurata dal padre e dal non avere mai parlato con sua madre, se non per sentirsi dire che non sarebbe mai dovuta nascere; per questo è profondamente attaccata a Ymir e alla sua sorella Frieda, che la veniva a trovare di nascosto.
Quando Eren utilizza per la prima volta la coordinata contro Reiner e Berthold, Ymir decide di aiutarli, chiedendo infine scusa a Christa prima di separarsi. Dopo questo fatto Christa ammette di essersi sentita tradita, e di non avere mai conosciuto appieno Ymir, decidendo di abbandonare il suo vecchio nome tornando a essere Historia Reiss non volendo dare più peso a quello che sarebbe successo a Ymir. Leggendo la sua lettera di addio, Historia commenta con una nota delusa e sarcastica che Ymir si è comportata come una idiota. Alla fine, dopo il colpo di Stato organizzato da Elvin contro la corona, sarà incoronata regina delle mura, sebbene il governo rimanga in mano all'esercito.
È doppiata da: Shiori Mikami (ed. giapponese), Francesca Teresi (ed. italiana).

### Ymir
Ymir (ユミル?, Yumiru) è una recluta del 104º Corpo di Addestramento Reclute. Alta di statura, con i capelli castano scuro e le lentiggini, sostiene più volte di essere insensibile ed egoista, smentendosi però quando dimostra di tenere a Historia per motivi disinteressati. Non si sa molto sul suo passato, ma racconta che in precedenza desiderava non essere mai nata, mentre il Gigante incontrato da Ilse Langnar si riferisce a lei con l'appellativo "Venerabile Ymir".
Possiede l'abilità di trasformarsi in un gigante, capacità acquisita senza che se ne ricordi dopo aver mangiato Marcel, amico d'infanzia di Reiner e Berthold: si scoprirà che il nome del suo Gigante è Gigante Mascella.
Più avanti nella storia, si scopre che in passato Ymir era un'orfana, adottata da una setta che adorava l'omonima progenitrice degli Eldiani e fatta passare per sua discendente: dopo che la polizia marleyana li scoprì, lei e i membri della setta vennero condannati ad essere trasformati in Giganti puri per il resto della loro vita. Ymir rimase in questo stato per sessant'anni, finché tornò umana dopo aver divorato Marcel e acquisito le sue memorie e i suoi poteri.
È doppiata da: Saki Fujita (ed. giapponese), Mattea Serpelloni (ed. italiana).

## Jeageristi
Gli Jeageristi sono una fazione di militari ribelli comandata da Flock Forster, fondatore e di fatto leader della fazione, e da Eren Jeager, di cui seguivano gli ideali di libertà. Gli Jeageristi sono nati a causa del malcontento della popolazione e dell'esercito verso il governo militare di Paradis, che giudicavano inadatto a proteggere l'isola dall'attacco del resto del mondo, che odia gli Eldiani solo perché essi esistono. Dopo che Flock e altri dei suoi alleati trapelarono l'imprigionamento di Eren, la popolazione iniziò a dubitare delle azioni del governo e molti decisero di entrare a far parte della ribellione. Con l'inizio del boato della terra, la morte di tutti gli ufficiali dei ranghi più alti dell'esercito e con la regina incinta, gli Jeageristi di fatto salgono ufficialmente al potere a Paradis, rendendo Flock ed Eren i diretti governanti della nazione. Anche dopo la loro morte, gli ideali infusi nell'esercito e nella popolazione non spariscono e gli Jeageristi sono rimasti al comando dell'isola.

### Flock Forster
Flock Forster è un'ex recluta del Corpo di Ricerca, comparso poco prima dell'inizio della battaglia di Shingashina. In passato era un cadetto del 104º Corpo di Addestramento Reclute, arruolatosi dapprima nel Corpo di Guarnigione dopo la cerimonia di diploma militare, per poi fare domanda di trasferimento nel Corpo di Ricerca per partecipare allo scontro decisivo di Shiganshina. Flock finisce col sopravvivere alla carica suicida avvenuta nella cosiddetta battaglia e così diventa un veterano del Corpo di Ricerca.
Fisicamente è un ragazzo alto, inizialmente con una stravagante capigliatura di colore rosso, che poi cambierà in uno stile più convenzionale; originariamente Flock dimostra di essere un personaggio timido, autodichiarandosi un codardo, temendo la possibilità di avere una morte futile, ciò che però cambierà totalmente dopo la battaglia di Shiganshina. Infatti, sopravvissuto alla carica suicida delle reclute contro il Gigante Bestia, Flock assume un atteggiamento determinato e risoluto, divenendo un qualcuno che non avrà problemi a dire alla gente la cruda verità anche se ciò li potrebbe ferire. Flock mette la logica al di sopra dei sentimenti della gente, ma mostra simpatia per i suoi vecchi compagni del Corpo di Ricerca per aver sofferto come lui lo stesso dolore che i Giganti e il resto del mondo gli hanno causato, come nel caso di Jean.
Dopo il suo fallito tentativo di rianimare il comandante Elvin col siero, la filosofia di Flock cambia completamente, pensando che l'unica possibilità per gli Eldiani di sopravvivere sia di avere un demone al loro comando. Quattro anni più tardi Flock finisce col vedere Eren come il nuovo demone di cui Eldia ha bisogno, e dopo che Eren gli ha rivelato il suo piano di genocidio globale dieci mesi prima la sua partenza per Marley, Flock crea gli Jeageristi, una fazione ribelle che segue gli ideali di libertà di Eren Jeager. La sua devozione verso di lui sconfina infine nel più completo fanatismo, arrivando a uccidere a sangue freddo chiunque fosse un ostacolo alla rinascita di Eldia.
Citando il creatore nella guida dell'Attacco dei Giganti, Flock è diventato il demone che lui stesso stava cercando.
È doppiato da Kenshō Ono (ed. giapponese), Alessio Ward (ed. italiana).

### Louise
Louise è una Jeagerista, ispirata da Mikasa ad entrare a far parte dell'esercito dopo che lei venne salvata dalla stessa dall'attacco di un Gigante a Trost. Louise faceva parte del gruppo che fece trapelare le informazioni di Eren al pubblico, e per ciò viene incarcerata per insubordinazione, ma evade di prigione insieme a Flock e ad altri Jeageristi, dando inizio alla ribellione. Da lì Louise ha continuato a supportare e ad aiutare gli Jeageristi, credendo fermamente che per salvare la propria gente ci sia bisogno di qualcuno forte quanto Eren Jeager.
Fisicamente, Louise è una giovane ragazza con capelli biondi e occhi marroni. Sembra possedere una personalità fredda e seria, con una grande ossessione per Mikasa.
Durante la battaglia contro i giganti dopo la caduta delle mura, Louise, distratta da Mikasa che uccide un Gigante, finisce con un pezzo di lancia fulmine dentro al suo corpo che sembra impossibile da rimuovere. Il destino della ragazza rimane sconosciuto e durante i suoi ultimi momenti in cui è stata vista nella serie, lei confermava a Mikasa che non aveva rimpianti e che è stata felice di aver potuto dedicare il suo cuore per la sua nazione fino alla fine.

## Corpo di Gendarmeria
Il Corpo di Gendarmeria (憲兵団 Kempeidan?) è l'ordine militare che svolge compiti di polizia e regola l'ordine pubblico all'interno delle città, avendo il privilegio di servire personalmente il re e di operare dentro la prima cerchia di mura. Ciò si riscontra nello stemma del corpo, raffigurante un unicorno verde, simbolo di nobiltà e di regalità. Possono divenire gendarmi solo i primi dieci cadetti classificati del Corpo Addestramento Reclute: questo privilegio ha fatto in modo che gran parte del Corpo guardi con disprezzo e sufficienza gli appartenenti agli altri due ordini militari (Corpo di Guarnigione e Corpo di Ricerca), dando loro grande importanza sociale per essere direttamente agli ordini del governo reale. Il loro armamento principale consiste prevalentemente in fucili a pietra focaia, oltre che alle spade e al dispositivo di Manovra Tridimensionale (malgrado siano in pochi ad usarlo): ciò è dovuto al fatto che gli avversari dei Gendarmi non siano i Giganti, ma i criminali dei bassifondi cittadini. Nonostante il prestigio e gli incarichi importanti, nel Corpo di Gendarmeria prevalgono il lassismo e la corruzione: gli ufficiali svolgono svogliatamente il proprio compito, preferendo oziare e bere, mentre i subordinati non di rado vendono di contrabbando ai mercanti le armi e le attrezzature in dotazione al Corpo.
Il comandante del Corpo è Nile Dawk, il quale, sebbene sia fedele alla monarchia, dopo aver capito che il governo reale era corrotto e aveva messo sul trono un re fantoccio, aderisce al colpo di Stato attuato da Elwin Smith per rovesciare il sovrano fasullo e mettere al suo posto Historia Reiss, vera erede della corona. La fedeltà del Corpo di Gendarmeria alla figura del sovrano è tale che ben pochi tra i suoi aderenti passeranno con gli Jaegeristi dopo l'attentato che aveva ucciso il comandante supremo Dallis Zacklay e destabilizzato il governo di Paradis. Infine, dopo la conclusione della Marcia dei Colossali, che ha spazzato via l'80% dell'umanità, e la presa di potere degli Jaegeristi, la Gendarmeria si unirà, insieme al Corpo di Guarnigione e a quello di Ricerca, in un nuovo grande esercito (il cui simbolo saranno le ali della libertà con due fucili intrecciati, di colore bianco e nero) per poter fronteggiare la prossima minaccia militare da parte delle nazioni oltreoceano.

### Nile Dawk
Nile Dawk è il comandante supremo del Corpo di Gendarmeria, l'ordine militare incaricato di compiti di polizia dentro le mura cittadine e responsabile della sicurezza del re. Ha una corporatura alta e robusta, capelli neri arruffati, viso allungato e barba rada; è molto ligio al dovere ed è estremamente fedele alla causa monarchica, non esitando ad eseguire ogni ordine che venga imposto dall'alto. Era un vecchio amico e compagno di addestramento di Elwin Smith, il quale gli parlava sempre delle sue teorie sul mondo esterno (inculcategli dal padre insegnante) e che divenne successivamente comandante del Corpo di Ricerca. Nile fa arrestare Elwin due volte (la prima durante il combattimento tra i Giganti di Eren ed Annie nel distretto di Stohess, la seconda poco prima della sua prevista impiccagione), sebbene esegua l'ordine a malincuore, memore della loro vecchia amicizia. Alla fine, il comandante del Corpo di Gendarmeria risulterà decisivo nel colpo di Stato organizzato dallo stesso Elwin per rovesciare il governo e incoronare Historia Reiss come regina: infatti, essendo giunta la falsa notizia che anche il Wall Rose era crollato, i consiglieri reali avevano dato ordine di chiudere le porte d'accesso al Wall Sina, affinché le risorse alimentari non si esaurissero per il numero eccessivo di abitanti. Udendo ciò, Nile si rifiutò di eseguire l'ordine, anche perché sua moglie e sua figlia sarebbero potute essere tra gli sfollati, costringendo così i membri del governo a smascherare le loro vere intenzioni e fornendo un'ottima ragione per aderire al colpo di mano.
Quattro anni dopo, Nile cerca di contrastare la scalata al potere della fazione degli Jageristi, un gruppo di soldati nazionalisti che voleva far attivare la Marcia dei Colossali mettendo in contatto Eren e Zeke, ma dovrà sottomettersi dopo aver scoperto di aver bevuto il liquido spinale di Zeke, contenuto nel vino marleyano servito agli ufficiali superiori, che lo rende capace di trasformarsi in gigante. Liberato in seguito al raid di Marley contro Shingashina, Nile fa allontanare Falco e Gabi dall'area dei combattimenti, ma sarà trasformato in un Gigante puro dall'urlo di Zeke, sopraggiunto per dar manforte ad Eren. Quindi, nella sua forma alta tre metri, si avventerà contro Kaya con l'intento di divorarla, ma verrà infine ucciso da Gabi con un colpo di fucile anti-Giganti alla nuca.
Doppiato da Arni Katsu (ed. giapponese) e da Enrico Pallini (ed. italiana).

### Djel Sannes
Djel Sannes è un membro della "Squadra soppressione anti-uomo", una sorta di polizia segreta agli ordini del governo reale, appartenente alla Gendarmeria Centrale, che ha l'incarico di scovare, torturare e uccidere ogni individuo all'interno delle mura che con le proprie idee o le proprie azioni possa stravolgere lo status quo raggiunto nell'umanità soggiogata dai Giganti. Infatti Sannes è responsabile della tortura e dell'omicidio di vari personaggi collegati direttamente a molti protagonisti: il padre di Elwin Smith, un'insegnante elementare che sosteneva che l'umanità al di fuori delle mura non si fosse estinta e che il re in qualche modo avesse cancellato la memoria della popolazione delle mura; i genitori di Armin, che amavano il viaggio e l'avventura e dopo la nascita del figlio avrebbero voluto andare in viaggio di nozze a bordo di una rudimentale mongolfiera, oltrepassando le mura; e il fabbro Anheru, il quale aveva inventato e perfezionato il Dispositivo di Manovra Tridimensionale, arma fondamentale nello scontro contro i Giganti. È un individuo sadico e crudele, che accetta di sporcarsi le mani di sangue perché fermamente convinto degli ideali pacifisti del vero re delle mura (appartenente alla famiglia Reiss), il quale vuole che l'umanità rimanga sotto il giogo dei Giganti.
Compare per la prima volta nella terza stagione, montando la guardia alla stanza dove era nascosto il reverendo Nick, che stava per rivelare al Corpo di Ricerca il segreto delle mura, trovato morto dopo atroci torture: tuttavia Hanji Zoe scopre ben presto che è proprio Sannes il responsabile sia delle torture che dell'omicidio del religioso. Nel corso dei rivolgimenti interni alle mura, quando il Corpo di Ricerca viene sciolto e i suoi membri ricercati, Sannes viene catturato con il suo compagno Ralph da Hanji e Rivaille, che lo torturano per sapere informazioni sul motivo della persecuzione del Corpo di Ricerca. Pur sotto tortura, si rifiuta di rispondere, ma cede dopo che i suoi aguzzini lo imbrogliano, costringendo Ralph a dire di aver già parlato: di conseguenza rivela che la famiglia Reiss è la vera detentrice del titolo regale e che il potere dei Giganti si passa di generazione in generazione all'interno della famiglia stessa. Dopo il cambio di governo e la salita al trono di Historia Reiss, l'ex-torturatore verrà imprigionato con altri esponenti del passato regime, con l'accusa di aver badato al proprio interesse piuttosto che a quello dell'umanità.

### Marlo Freudenberg
Marlo Freudenberg è un giovane soldato del Corpo di Gendarmeria, dove lavora spesso in coppia con Hitch Dreyse e, più raramente, con Annie Leonhart. È di alta statura, con il viso allungato, i capelli neri tagliati a scodella e un grosso naso aquilino. Possiede un carattere stoico, retto e onesto: non sopporta gli abusi e le ingiustizie, maturando al contempo l'ambizione di diventare il prossimo comandante del Corpo di Ricerca e di riportarlo all'antica gloria, dato che, tra i gendarmi, prevalgono corruzione, egoismo, decadenza fisica e morale. La stessa Annie, che si era arruolata nella Gendarmeria, spesso paragona l'ideale di giustizia di Marlo a quello di Eren. Ben presto però le sue illusioni cadono, facendo ricredere Marlo sulla sua scelta di entrare nel Corpo di Gendarmeria: infatti, dopo il colpo di Stato che ha rovesciato il governo reale e portato all'incoronazione di Historia Reiss, il gendarme decide di dimettersi e di arruolarsi come semplice recluta nel Corpo di Ricerca, in preparazione della spedizione a Shingashina per riconquistare il Wall Maria. Qui Marlo troverà la morte, partecipando alla carica suicida delle reclute contro il Gigante Bestia guidata da Elvin Smith, al fine di permettere al capitano Rivaille di raggiungerlo e finirlo: infatti, durante il secondo lancio di massi contro i soldati al galoppo, sarà colpito da una pietra in pieno volto, venendo ucciso all'istante.
Doppiato da Tomokazu Sugita (ed. giapponese) e da Alessio Nissolino (ed. italiana).

### Hitch Dreyse
Hitch Dreyse è una soldatessa del Corpo di Gendarmeia, dove milita con Marlo Freudenberg e Annie Leonhart. È una ragazza piuttosto avvenente, con corporatura snella, viso ovale e capelli ricci di colore castano-dorato. Caratterialmente è l'opposto di Marlo: pigra, scansafatiche, sarcastica e maliziosa, si è arruolata nel Corpo di Gendarmeria proprio perché gli ufficiali sono rinomati per la loro indolenza al lavoro, che scaricano sui giovani subordinati, con grande irritazione di Hitch stessa, oberata da una gran mole di incarichi, e non esita a prendere in giro il commilitone per i suoi motivi idealistici di entrare nel Corpo. Tuttavia la gendarme non è completamente insensibile a ciò che la circonda: non sopporta le ipocrisie e rimprovera ai membri del Corpo di Ricerca di aver causato la morte di oltre 100 civili a Stohess durante il combattimento tra Eren ed Annie, senza preoccuparsi delle conseguenze. Rimane inoltre scioccata dopo aver appreso che Annie è in realtà il Gigante Femmina: infatti Hitch era la sua compagna di stanza e aveva instaurato una sorta di legame d'amicizia con la ragazza di solito asociale, tanto che negli anni andrà a farle visita nei sotterranei del Distretto di Stohess, dove si trovava cristallizzata dentro un bozzolo da lei stessa creato. Rimprovera inoltre Marlo per la sua scelta di lasciare la Gendarmeria e unirsi al Corpo di Ricerca, sostenendo che stia mettendo in pericolo la sua vita inutilmente, quando potrebbe vivere tra gli onori e gli agi, e si rattrista alla notizia della sua morte, mostrando dunque un attaccamento sincero ai suoi compagni. Dopo che Eren ha risvegliato i Giganti delle mura e distrutto anche il bozzolo dove Annie era prigioniera, Hitch decide di aiutarla a raggiungere l'alleanza formatasi tra i vecchi commilitoni e i soldati marleyani invasori al fine di fermare Eren dal distruggere il mondo con la Marcia dei Colossali. Infine, quando la fazione degli Jaegeristi prende il controllo di Paradis, aderisce svogliatamente al nuovo esercito unificato per fronteggiare la possibile minaccia armata da parte del mondo.
Doppiata da Akeno Watanabe (ed. giapponese) e Valeria Vidali (ed. italiana)

## Corpo di Guarnigione
Il Corpo di Guarnigione (駐屯兵団 Chūton Heidan?) è la divisione militare che ha il compito di difendere il Wall Maria e il Wall Rose (le prime due cerchie di mura) dall'assalto dei Giganti (come si evince anche dal simbolo del Corpo, costituito da due rose intrecciate). Per questo motivo, all'interno della divisione sono presenti numerosi soldati di artiglieria, che posso sparare dall'alto delle mura contro i Giganti che stanno avanzando; inoltre, allo scopo di ridurre i costi di difesa, i soldati del Corpo di Guarnigione vengono impiegati anche nel rafforzamento delle difese murarie, rendendole più resistenti. Anch'essi sono equipaggiati con il Dispositivo di Manovra Tridimensionale, sebbene non siano così esperti come i loro commilitoni del Corpo di Ricerca nel suo utilizzo: i soldati più giovani sono inesperti e suggestionabili, mentre anche i veterani hanno scarsa voglia di combattere, poiché sono infiacchiti dall'ozio derivato dalla protezione offerta dalle mura e non sono psicologicamente in grado di affrontare i Giganti a viso aperto. Nella guerra civile scoppiata tra il governo militare di Paradis e la fazione nazionalista degli Jaegeristi, il Corpo di Guarnigione rimarrà sostanzialmente fedele al governo, sebbene parte dei suoi membri decida di passare dalla parte dei ribelli, fino alla fusione in un unico grande esercito (il cui simbolo sarà costituito da due fucili, uno bianco e uno nero, intrecciati e alati), formato e potenziato dopo la Marcia dei Colossali per permettere all'isola di non subire ritorsioni dal mondo esterno.

### Dot Pixis
Dot Pixis (ドット・ピクシス?, Dotto Pikushisu) è il comandante supremo del Corpo di Guarnigione e responsabile del settore meridionale del Wall Rose. Il suo aspetto fisico (testa calva, folti baffi e rughe pronunciate intorno agli occhi) è basato su quello del generale dell'Esercito Imperiale Giapponese, Akiyama Yoshifuru. Ha una mente strategica brillante e analitica ed è un comandante determinato e deciso, sebbene preferisca ricorrere più alla persuasione e alla duttilità diplomatica che alla forza e al rigore delle leggi militari. Mostra anche un lato tenero per le donne, arrivando al punto di sperare scherzosamente che il Gigante che lo avesse mangiato sarebbe stato femminile.
Durante la battaglia di Trost, anziché punire i soldati che stavano disertando per andare a proteggere le proprie famiglie dai Giganti, li esorta a continuare a combattere, poiché, in caso di sfondamento del Wall Rose, l'umanità si sarebbe estinta, a causa dei conflitti civili dovuti alla scarsità di risorse. In seguito Pixis aderirà, seppur con alcune riserve, al colpo di Stato ideato da Elvin Smith per rovesciare la corona, divenendo il secondo in comando nel governo militare presieduto da Dallis Zacklay.
È doppiato da: Masahiko Tanaka (ed. giapponese), Fabrizio Pucci (ed. italiana).

### Hannes
Hannes (ハンネス?, Hannesu) è un soldato del Corpo di Guarnigione di stanza a Shingashina. È un militare spesso alcolizzato e piuttosto svogliato nelle sue mansioni, preferendo una vita placida e tranquilla alla lotta contro i Giganti. Per questo motivo viene spesso ripreso dallo stesso Eren, irritato con lui e i suoi commilitoni della guarnigione di Shingashina per la scarsa voglia di combattere i Giganti. Inoltre, è amico di lunga data della famiglia Jaeger, con la quale si sente infatti in debito perché Grisha aveva salvato sua moglie e i suoi figli da un'epidemia che aveva colpito la città tempo prima. Quando essa viene invasa dai Giganti, Hannes esaudisce l'ultimo desiderio di Carla (rimasta schiacciata sotto le macerie della sua casa e divorata da un gigante), portando in salvo Eren e Mikasa, dopo che lui stesso aveva tentato di affrontarlo, rimanendo però immobilizzato dalla paura all'idea di affrontare un essere tanto mostruoso.
Cinque anni dopo gli avvenimenti, riceve una promozione ed è promosso a caposquadra del Corpo di Guarnigione. Durante la missione per recuperare Eren e Historia, rapiti da Reiner e Berthold (che si rivelano essere i Giganti Corazzato e Colossale), Hannes cerca di proteggere Eren e Mikasa, rimasti feriti e impossibilitati a fuggire, dallo stesso gigante che aveva precedentemente divorato la loro madre. Quindi cerca di tenergli brevemente testa, riuscendo a distrarlo e persino a ferirlo lievemente, ma alla fine viene afferrato e divorato vivo.
È doppiato da: Keiji Fujiwara (stagione 1) e Kenjirō Tsuda (stagione 2) (ed. giapponese), Luigi Ferraro (ed. italiana).

### Kitz Verman
Kitz Verman (キッツ・ヴェールマン?, Kittsu Vēruman) è il comandante del Corpo di Guarnigione dislocato a Trost. Ha un fisico alto e longilineo, con capelli castani, folti baffi e occhi infossati. Durante l'attacco al distretto, lascia un gruppo di reclute a difendere da sole il quartier generale con i rifornimenti di gas, necessari a far funzionare i congegni del Movimento Tridimensionale, per mettersi in salvo oltre il Wall Rose.
Nonostante questa vena di codardia, Verman è un soldato severo e fedele al codice della disciplina militare, tanto che non esita a minacciare di esecuzione immediata tutti i militari che stavano disertando per proteggere le loro famiglie di fronte all'avanzata dei Giganti. In seguito, ricompare alla testa dei soldati di guarnigione, minacciando di uccidere Eren se questi non avesse dimostrato la sua vera natura, della quale era impaurito. Nonostante le proteste del ragazzo, che si dichiara un umano, Verman ordina di sparare una bomba a frammentazione, che avrebbe ucciso non solo Eren, ma anche Mikasa e Armin, nelle sue immediate vicinanze. Dopo aver protetto i suoi amici con una parziale trasformazione in un gigante, l'ufficiale sta per ordinare un nuovo attacco, ma viene fermato dal comandante supremo del Corpo di Guarnigione, Dot Pixis, il quale al contrario si mostra interessato alle capacità di trasformazione di Eren. Compare brevemente anche nella seconda stagione, dove è al comando delle batterie di artiglieria che devono contrastare l'improvvisa comparsa dei Giganti dentro il Wall Rose.
È doppiato da: Tomoyuki Shimura (ed. giapponese), Daniele Valenti (ed. italiana).

### Rico Brzenska
Rico Brzenska (リコ・ブレツェンスカ Riko Buretsensuka) 
È una caposquadra e membro d’élite del corpo di guarnigione.
Rico è una donna piuttosto bassa, con capelli di colore biondo platino che cadono all'altezza delle guance e gli occhi di color argento. Porta sempre un paio di occhiali da vista tondi legati dietro la testa con un elastico.
A prima vista può sembrare molto fredda e risoluta, è in realtà molto onesta, premurosa e di buon cuore. 
È doppiata da: Michiko Kaiden (ed. Giapponese), Monica Bertolotti (ed. Italiana).

## Corpo di Ricerca
Il Corpo di Ricerca (調査兵団 Chōsa Heidan?) è la divisione militare composta dai soldati che si avventurano oltre le mura per combattere i Giganti sul loro territorio, con lo scopo di scoprire maggiori informazioni sul conto dei nemici, sulle loro origini, sulle loro debolezze e trovare un modo per poterli sconfiggere definitivamente. È l'ordine che corre i maggiori rischi e subisce le perdite più numerose (circa il 30% di morti); in anni di sconfitte i suoi membri però sono riusciti a perfezionare l'attrezzatura per effettuare il Movimento Tridimensionale, un dispositivo che permette di librarsi in aria con funi e gas ad alta pressione, offrendo grande mobilità nell'affrontare i Giganti. Sono spesso derisi e disprezzati sia dai loro commilitoni del Corpo di Gendarmeria, che si considerano dei privilegiati per essere direttamente al servizio della monarchia, sia dalla popolazione civile, che vedono le loro imprese e le loro perdite come un inutile spreco di risorse umane ed economiche. In seguito alla guerra civile scoppiata tra il governo militare di Paradis e la fazione degli Jaegeristi, che sostiene le idee di Eren Jaeger sulla salvezza dell'isola attraverso l'attivazione della Marcia dei Colossali, quasi tutti i membri del Corpo di Ricerca si schiereranno a fianco di questi ultimi, divenendone il nerbo armato centrale, fino alla fusione nel nuovo esercito unificato di Eldia, costituito e potenziato per fronteggiare minacce dal mondo esterno, il cui simbolo saranno due fucili incrociati e alati, di colore bianco e nero.

### Elvin Smith
Elvin Smith (エルヴィン・スミス?, Eruvin Sumisu), chiamato Erwin Smith nell'anime, è il comandante del Corpo di Ricerca. È un uomo fisicamente alto, robusto e con i capelli biondi corti, possiede un carattere serio e stoico e si distingue per la sua mente strategica, scegliendo spesso di perseguire i propri fini in maniera autonoma dalle direttive gerarchiche. Nonostante le apparenze di uomo freddo e distaccato, è un profondo idealista, tant'è che confessa a Rivaille che preferirebbe perseguire il suo sogno di comprendere il mondo piuttosto che portare l'umanità alla vittoria. Con il capitano sembra anche aver formato una solida amicizia, risalente ai tempi in cui Rivaille era un criminale della città sotterranea, che fu costretto ad arruolarsi di malavoglia nel Corpo di Ricerca, venendo convinto in questo proprio da Elvin, il quale lo esorta a continuare anche dopo che i suoi amici, Isabel Magnolia e Farlan Church, che si erano arruolati con lui, vengono divorati da un Gigante. Da allora, Rivaille è diventato il miglior amico di Elvin.
La sua avversione verso le alte sfere di governo è dovuta alla morte del padre, torturato e ucciso dal Corpo di Gendarmeria centrale quando lo stesso Elvin, da bambino, parlò avventatamente con i suoi amici dei misteri e delle teorie riguardanti le mura propugnate dal genitore. Organizzerà un colpo di Stato per rovesciare il governo monarchico, palesemente corrotto ed ipocrita, e incoronare come regina Historia Reiss, discendente della vera famiglia reale. Nel corso della battaglia di Shingashina per la riconquista del Wall Maria, Elvin guiderà una carica suicida delle reclute del Corpo di Ricerca contro il Gigante Bestia, che bersagliava i soldati con il lancio di massi sbriciolati, finendo colpito mortalmente al fianco da uno dei proiettili di pietra. Pur potendolo salvare iniettandogli il siero di trasformazione in Gigante e facendogli divorare Berthold, appena catturato, Rivaille decide di usarlo su Armin, avendo capito che anche in punto di morte non avrebbe egoisticamente rinunciato al suo sogno di scoprire la verità, trasformandosi alla fine in un demone senza pietà.
È doppiato da: Daisuke Ono (ed. giapponese), Alessandro Quarta (ed. italiana).

### Rivaille Ackermann
Rivaille Ackermann (リヴァイ・アッカーマン?, Rivai Akkāman), chiamato Levi Ackermann nell'anime, è il capitano del Corpo di Ricerca ed è ammirato e considerato da tutti come il soldato più forte dell'umanità. Di umilissimi origini (sua madre Kuchel era una prostituta che esercitava con il nome di Olympia nei bassifondi della capitale ed era rimasta incinta di uno dei suoi clienti), rimase ben presto orfano, poiché la madre morì di malattia; fu dunque allevato da suo zio, Kenny Ackermann, fratello di Kuchel e lontano parente di Mikasa, un serial killer che gli insegnò l'uso delle armi e ad essere autosufficiente (senza però mai rivelargli la sua parentela né il suo cognome, se non in punto di morte), per poi abbandonarlo una volta istruito.
Nell'OAV Attack on Titan: No Regrets si scopre che Rivaille divenne un criminale nel Distretto sotterraneo della capitale, insieme ai suoi due amici Isabel Magnolia e Farlan Church: inizialmente i tre si unirono al Corpo di Ricerca per uccidere Elvin Smith su commissione di un nobile corrotto, ma dopo che i suoi amici vennero divorati da un Gigante, Rivaille dapprima lo distrusse pezzo per pezzo, risvegliando i suoi poteri di Ackermann, poi decise di aderire totalmente al Corpo di Ricerca, anche per vendicare la loro morte, instaurando inoltre da allora un forte legame di amicizia e di rispetto con Elvin.
È un tipo di bassa statura, con i capelli neri corti, dal carattere irritabile e scontroso, con una fissazione maniacale per il pulito e una rigida obbedienza agli ordini superiori; la sua enorme forza combattiva, dovuta sia al suo retaggio Ackermann che all'addestramento con le armi ricevuto da Kenny, lo ha reso in grado di tener testa e sconfiggere tra i più forti ed agili Giganti esistenti, come il Femmina e il Bestia, quasi senza riportare ferite.
In seguito al tradimento di Eren, prende in custodia Zeke con trenta soldati del Corpo di Ricerca, ma viene sopraffatto dall'astuzia del suo prigioniero, che trasforma in giganti i suoi compagni. Riesce però a catturare nuovamente Zeke e a metterlo in scacco con una Lancia Fulmine, ma il capo dei guerrieri di Marley, pur di non restare prigioniero del suo nemico, si fa esplodere, provocando ferite gravissime ad entrambi. Pochi istanti dopo, viene salvato da Hange, che lo trova in fin di vita guarendo le sue ferite.
In seguito all'attivazione del boato, durante la corsa sull'idrovolante, anche lui viene contattato da Eren insieme ad Armin e agli altri presenti, promettendo ad Eren di limitare la sua punizione, ma nei sentieri Eren rifiuta qualsiasi forma di dialogo.
Durante la battaglia sul fondatore, uno dei Giganti Bestia richiamati da Ymir, gli morde una gamba rendendolo incapace di agire, cosa che lo spinge a convincere Mikasa e gli altri dell' impossibilità di negoziare con Eren, pentendosi di averlo protetto, aiutando Mikasa nell'impresa di uccidere Eren.
Tre anni dopo la morte di Eren, costretto sulla sedia a rotelle, non potendo tornare su Paradise a causa del movimento Jaegerista, vive in un campo profughi nel continente Marlejano insieme a Onyankoppon, distribuendo dolci e caramelle ai bambini.
È doppiato da: Hiroshi Kamiya (ed. giapponese), Daniele Raffaeli (ed. italiana).

### Hansie Zoe
Hansie Zoe (ハンジ・ゾエ?, Hanji Zoe), chiamata Hanji Zoe nell'anime, è una caposquadra del Corpo di Ricerca. Alta di statura, con i capelli bruno rossastri raccolti in una coda di cavallo e con indosso quasi sempre occhiali da esplorazione, è un personaggio bizzarro ed eccentrico, che nutre una forte passione per i Giganti, al punto da affezionarsi a loro come esseri umani. Per questo motivo si impegna nella ricerca sui Giganti, con risultati molto positivi: riesce infatti a scoprire il legame tra la loro attività e la luce solare e che il loro peso è sproporzionatamente piccolo per la loro stazza. Nonostante appaia inoffensiva, Hansie mostra anche un lato sadico e brutale, non esitando a compiere atti di dubbia moralità, come manipolare e torturare le persone, tanto da mostrare di essere turbata solo in parte allo scoprire che i Giganti sono in realtà esseri umani trasformati.
Hansie contribuisce maggiormente ai combattimenti contro i giganti con la invenzione delle lanciafulmini.
Dirige gli avvenimenti successivi al colpo di Stato verso la corona quando Elvin, che viene incarcerato, le passa il titolo di 14º comandante del corpo di ricerca. Si sacrifica combattendo contro la marcia dei giganti, scatenati dal Boato della terra, per permettere ai suoi compagni di salvarsi. Muore con onore, dopo aver utilizzato tutte le sue forze.
È doppiata da: Romi Park (ed. giapponese), Antonella Baldini (ed. italiana).

### Oruo Bossard
Oruo Bossard (オルオ・ボザド?, Oruo Bozado), chiamato Oruo Bossar nell'anime, è un soldato del Corpo di Ricerca e uno dei membri della squadra di Rivaille. Secondo Eren ha ucciso trentanove giganti e ha collaborato all'abbattimento di altri nove. Alto di statura, con il volto allungato, i capelli bionti ondulati e rasati sulla nuca, come il capitano Rivaille, al quale cerca di assomigliare molto, dandosi grandi arie, ma con qualche esagerazione del suo comportamento, come quando sottolinea la superiorità verso gli altri in alcune scene, finendo però spesso comicamente col mordersi la lingua.
È doppiato da: Shinji Kawada (ed. giapponese), Sergio Lucchetti (ed. italiana).

### Petra Ral
Petra Ral (ペトラ・ラル?, Petora Raru) è una soldatessa del Corpo di Ricerca e uno dei membri della squadra di Rivaille. Bassa di statura e con i capelli castano-dorati, è molto gentile e premurosa con i suoi commilitoni, soprattutto verso Eren, che spesso incoraggia e a cui fa complimenti; lo stesso ragazzo rivela che Petra ha ucciso dieci giganti e ha collaborato all'abbattimento di altri quarantotto. A volte litiga con Oruo perché imita, in malo modo, il capitano Rivaille, verso il quale Petra nutre grande ammirazione e rispetto, testimoniato dal suo volergli restare sempre vicino e dall'essere stata fuori di sé dalla gioia quando Rivaille riconobbe le sue capacità accogliendola nella sua squadra. Muore durante l'attacco di Annie in Forma di Gigante Femmina, che la schiaccia a morte contro un albero: al ripiegamento del Corpo di Ricerca in città, suo padre si accosta a Rivaille e gli fa capire, dopo aver letto una sua lettera, che la figlia lo amasse, lasciando ancora più devastato il giovane ufficiale.
È doppiata da: Natsuki Aikawa (ed. giapponese), Gemma Donati (ed. italiana).

### Eld Jinn
Eld Jinn (エド・ジン Erudo Jin), chiamato Erd Yin nell'anime, è un soldato del Corpo di Ricerca e uno dei membri della squadra di Rivaille. Nato il 30 gennaio, è alto 1,82 m, pesa 78 kg, ha i capelli biondi, gli occhi castani chiari e un'espressione molto seria e precisa, oltre che ad un carattere molto taciturno, tanto che non parla molto durante le sue poche apparizioni, se non per dire "Un soldato non si qualifica per quanti giganti abbia ucciso" durante il ritorno al quartier generale. Secondo Eren ha ucciso singolarmente quattordici giganti e ha collaborato all'abbattimento di altri trentaquattro. La sua prima apparizione è nel quindicesimo episodio della prima stagione della serie; è il primo a morire durante l'attacco di Annie in forma di Gigante Femmina durante l'attraversamento della foresta di alberi giganti. Nell'episodio 22 il suo cadavere viene gettato in pasto ai giganti assieme agli altri suoi compagni, per rallentarne l'avanzata e permettere al Corpo di Ricerca di ritirarsi.
È doppiato da: Susumu Chiba (ed. giapponese), Emanuele Ruzza (ed. italiana).

### Gunther Schultz
Gunther Schultz (グンタ・シュルツ Gunta Shurutsu) è un soldato del Corpo di Ricerca e uno dei membri della squadra capitanata da Rivaille. Nato il 30 luglio, è alto 1,83 m e pesa 83 kg, ha capelli corvini raccolti in una piccola punta sulla testa, ha un naso a patata e grandi occhi neri; ha un carattere e un'espressione seria, tanto che spesso e volentieri sgrida gli altri quando si prendono in giro durante le missioni. Stando ad Eren, ha ucciso sette giganti e collaborato all'abbattimento di altri quaranta. La sua prima apparizione è nel quindicesimo episodio della prima stagione, dove ammette che l'ex quartier generale era in pessime condizioni. Durante la 57ª spedizione fuori dalle mura, Schultz viene ucciso nella foresta di alberi giganti da Annie, avendola scambiata per il capitano Rivaille, ma essendosene accorto subito dopo viene colpito da due colpi di spada. Al ritiro della spedizione il suo corpo viene gettato ai giganti, per rallentare il loro inseguimento.
È doppiato da: Kōzō Mito (ed. giapponese), Marco Baroni (ed. italiana).

## Famiglia reale

### Rod Reiss
Rod Reiss (ロッド・レイス?, Roddo Reisu) è un membro della famiglia reale Reiss ed è capo della squadra di soppressione anti-uomo del Corpo di Gendarmeria, dal quale prende gli ordini Kenny Ackermann. È il vero padre di Historia, nata da una relazione extraconiugale con una domestica e disconosciuta da Rod, che la manda a vivere in una fattoria con la madre.
È il responsabile dell'uccisione di qualsiasi individuo dentro le mura che avesse ideato nuovi tipi di tecnologia e mezzi di trasporto che i cittadini volevano utilizzare per abbandonare le mura. Poco dopo la caduta del Wall Maria, la famiglia Reiss viene sterminato da Grisha Jaeger, che divora la figlia secondogenita Frieda Reiss per rubarle la Coordinata, potere che poi consegna a Eren. Quindi Rod cerca di entrare in contatto con l'unica figlia rimasta, Historia, ma per motivi politici ne fa uccidere la madre e cambia il nome della figlia illegittima in Christa Lens, facendola arruolare nell'esercito.
Il furto della Coordinata sconvolge però gli equilibri del potere, che finora era sempre rimasto nelle mani dei Reiss; pertanto Rod fa rapire Historia ed Eren, tentando di persuadere la figlia ad iniettarsi un siero di trasformazione in Gigante e divorare il compagno, al fine di recuperare il potere della Coordinata, che non può funzionare appieno se non è sotto il controllo dei Reiss. Dopo una iniziale accettazione, Historia rifiuta e rompe la siringa, scaraventando a terra il padre: Rod allora lecca il liquido, trasformandosi in un gigante sproporzionato, in grado di generare un vapore così potente da bruciare l'ambiente circostante. La sua enorme mole gli conferisce la resistenza ai colpi di cannone mentre il potente vapore che sprigiona rende impossibile avvicinarsi per poterlo colpire alla nuca.
Il Gigante di Rod sarà tuttavia fermato dal Corpo di Ricerca, che lo farà esplodere infilandogli in bocca dei barili di polvere da sparo, mentre Rod stesso verrà ucciso personalmente da Historia.
È doppiato da Massimo de Ambrosis (ed. italiana).

### Frieda Reiss
Frieda Reiss (フリーダ・レイス?, Furīda Reisu) è la figlia secondogenita di Rod Reiss, appartenente alla famiglia reale. È una ragazza alta, con lunghi capelli neri, il cui carattere spontaneo e generoso l'ha fatta amare dai sudditi che lavoravano le terre del padre. Dopo avere divorato suo zio Uri, diventa la nuova portatrice del potere del Gigante Progenitore e delle conoscenze del mondo.
Avendo saputo dell'esistenza della sorellastra Historia, Frieda andava a trovarla di nascosto nella fattoria dove era confinata, insegnandole a cavalcare, a leggere e a scrivere, cancellandole ogni volta la memoria al fine di proteggerla. Poco dopo la caduta del Wall Maria, Frieda e quasi tutta la famiglia Reiss fu attaccata e distrutta da Grisha Jaeger, che possedeva il potere dei Giganti e che la divorò, rubando il Gigante Progenitore alla ragazza.
È doppiata da: Yōko Hikasa (ed. giapponese) (Attacco! A scuola coi giganti), Laura Amadei (ed. italiana).

### Uri Reiss
Uri Reiss (ウーリ・レイス?, Uri Reisu) è il fratello minore di Rod Reiss e possessore del Gigante Progenitore prima della nipote Freida. Al momento del rito di successione del Progenitore, Uri si offre volontario, al posto del fratello maggiore Rod, per divorare il padre ed essere il nuovo portatore delle conoscenze del Gigante Progenitore, ma finisce per essere posseduto dagli ideali pacifisti del primo re, Karl Fritz. Instaura un forte legame di amicizia con Kenny Ackermann, che lo aveva in precedenza attaccato per vendicarsi delle persecuzione contro la sua famiglia da parte del governo reale, nominandolo capo della squadra di soppressione anti-uomo del Corpo di Gendarmeria, ossia una sorta di polizia segreta del regime monarchico. Ormai vecchio, ammette a Kenny di non essere riuscito a creare il paradiso dentro le mura e di aver fallito il suo scopo, prima di farsi divorare da sua nipote Frieda.
È doppiato da Luca Dal Fabbro (ed. italiana).

### Karl Fritz
Karl Fritz è stato il primo re delle mura a governare sugli Eldiani di Paradis. Stando alla testimonianza di Rod Reiss, possedeva la Coordinata e avrebbe avuto quindi il potere di sterminare i giganti, ma per motivi sconosciuti decise invece di creare tre grandi mura, all'interno delle quali rinchiude gli esseri umani, convinto che solo così potessero ottenere la vera pace. Quindi cancellò agli uomini i ricordi del passato, facendogli credere che la razza umana al di fuori delle mura fosse estinta, senza però riuscire a influire su alcune famiglie, come quelle degli asiatici e degli Ackermann. Le sue memorie, le sue abilità e la sua ideologia furono tramandate di generazione in generazione dalla famiglia Reiss, tanto che il suo ascendente sull'individuo che ne eredita le conoscenze è tale da trasmettergli l'assoluta sicurezza della sua scelta, causandogli al contempo episodi di delirio.

### Re Fritz
Re Fritz è stato il primo sovrano degli Eldiani, all'epoca una piccola tribù di barbari dedita al saccheggio e alle scorrerie, in perenne lotta contro i Marleyani, una popolazione più ricca e civilizzata. Era un re tirannico, barbaro e crudele, che imponeva il suo potere con la forza e la sopraffazione, punendo senza pietà ogni minimo sbaglio. Ne è un esempio ciò che accadde ad Ymir, una schiava bambina catturata dopo una razzia e alla quale era stata tagliata la lingua: poiché un maiale era fuggito dal recinto per negligenza, re Fritz aveva chiesto chi fosse il colpevole, minacciando di far cavare un occhio a tutti gli schiavi della tribù. Intimoriti, essi indicarono tutti Ymir, che non poteva parlare perché muta; il re barbaro, allora, la lasciò andare, facendola però inseguire a cavallo nei boschi dai suoi nobili, come fosse una preda da cacciare. In questo frangente la bambina, stanca e ferita, cadde nelle profondità di una sorgente d'acqua sotterranea all'interno di un immenso albero cavo, dove ottenne il potere dei Giganti, unendosi ad uno strano essere fosforescente. Pur avendo ottenuto il potere di una divinità, Ymir, invece di vendicarsi, decise di tornare al servizio di re Fritz, che la sfruttò per sviluppare il suo regno e per sottomettere i Marleyani, dando vita all'Impero eldiano, oltre a farla diventare una sua concubina e generando tre figlie: Maria, Rose e Sina. Dopo essere scampato ad un attentato grazie al sacrificio di Ymir, costrinse le figlie a divorare il corpo della madre, per non perdere il potere dei giganti. Quindi, sul letto di morte, raccomandò loro di avere figli e moltiplicarsi, attuando lo stesso cruento rituale che avevano subito con la loro madre, in modo che il potere dei giganti si tramandasse in eterno.  Da qui nacquero i Nove Giganti originari, che altro non sono che i nipoti del sovrano eldiano. 
È doppiato da: Mario Cordova (ed. italiana).

### Ymir Fritz
Ymir Fritz è la progenitrice del popolo eldiano, citata nella storia antica come la prima eldiana a risvegliare i suoi poteri di Gigante. Secondo i testi storici dei marleyani, 1820 anni prima della storia attuale, Ymir Fritz fece un patto con il "Diavolo della Terra", impossessandosi del potere che le permise di diventare il primo gigante della storia. Dopo la sua morte, l'anima di Ymir si divise in nove pezzi, dai quali nacquero i nove giganti originali, che diedero vita all'impero eldiano, che si espanse assoggettando e opprimendo gli altri popoli, privandoli di ogni ricchezza e costringendoli a unirsi agli eldiani per incrementare il loro numero.
In realtà schiava di Re Fritz, venne successivamente da lui sfruttata per espandere il dominio eldiano sull'isola di Paradis grazie al potere del Primo Gigante da lei posseduto. Muore per salvare il Re da un tentativo di omicidio, finendo per l'eternità nei Sentieri, dove avrebbe quindi creato ogni singolo Gigante successivo, modellandone forma e caratteristiche, obbedendo ciecamente agli ordini di coloro che avevano sangue reale.
Il suo cadavere verrà successivamente divorato dalle figlie, obbligate dal Re per impedire la perdita del potere del Gigante.
All'incirca 2000 anni dopo, Eren Jaeger la sprona a smettere di obbedire ad ordini esterni, risvegliandola. Ymir gli dona così il suo potere, permettendo così la devastante marcia dei Colossali.

## Esercito di Marley
L'esercito di Marley è la più formidabile macchina da guerra del mondo: possiede circa un milione di soldati, suddivisi in venti divisioni da 50 000 uomini ciascuna, oltre ad avere tre flotte navali forti di circa 31 navi ciascuna e alcune unità aeromobili, tra cui numerosi dirigibili, usati per bombardamenti aerei. Gran parte dei membri dell'esercito, tuttavia, non proviene da Marley, bensì dai paesi conquistati con la forza, che sono costretti a far coscrivere i propri cittadini, e dagli Eldiani rimasti sul continente, che vengono usati come carne da cannone e mandati in prima linea contro il fuoco nemico. L'equipaggiamento standard di ogni soldato e marinaio marleyano consiste in un fucile a otturatore girevole munito di baionetta e una pistola semiautomatica.

### Zeke Jaeger
Zeke Jeager (ジーク?, Jīku) è uno dei leader della gente che vive al di fuori delle mura, definito da Reiner e da Berthold come il "Capo di guerra"; è il fratellastro di Eren, 
nato dal primo matrimonio di Grisha Jaeger con Dina Fritz, ultima discendente della dinastia reale rimasta sul continente di Marley. Ha l'aspetto di un uomo di circa trent'anni, portando i capelli lunghi, una folta barba bionda e degli occhiali rotondi, oltre ad avere una cicatrice sul braccio sinistro. Possiede l'abilità di diventare un gigante, più precisamente il Gigante Bestia (獣の巨人?, Kemono no Kyojin), alto diciassette metri, con lunghe braccia e una folta peluria che gli ricopre quasi tutto il corpo, facendolo assomigliare a una enorme scimmia, oltre ad essere tra i pochissimi Giganti in grado di parlare può trasformare gli altri umani in Giganti a loro volta grazie al suo sangue reale.
È doppiato da: Takehito Koyasu (ed. giapponese), Alessandro Muraca (ed. italiana).

### Pieck Finger
Pieck Finger è un membro dell'Unità guerrieri eldiani e l'attuale possessore del Gigante Carro (車力の巨人?, Shariki no Kyojin). È una ragazza dai lunghi capelli neri, con un carattere allegro a volte ironico e una mente analitica adatta alle situazioni estreme. Quando la situazione lo richiede, sa essere seria e abile. All'inizio della storia compare nella sua forma di Gigante durante la battaglia di Shingashina contro il Corpo di Ricerca, aiutando il suo superiore Zeke a sfuggire dalle grinfie di Rivaille, che lo aveva catturato e ferito gravemente. Successivamente combatte insieme a Porko Galliard (con il quale ha un rapporto molto intimo, e stanno spesso insieme) contro l'esercito dell'Alleanza Mediorientale come un vero carro armato, mitragliando le trincee nemiche con le mitragliatrici poste nelle torrette girevoli sulla sua schiena.
È doppiata da: Manami Numakura (ed. Giapponese), Martina Felli (ed. Italiana).

### Porko Galliard
Porko Galliard è il fratello minore di Marcel Galliard e attuale possessore del Gigante Mascella. Ha i capelli biondi e il naso schiacciato: molto sicuro di sé, spesso sottovaluta il nemico, come è accaduto durante il raid di Eren a Marley. Tra i membri dell'unità guerrieri è, insieme a Pieck Finger (con la quale ha un rapporto molto intimo, e stanno spesso insieme), tra i più fedeli alla causa di servire Marley. Come il fratello, entrò nell'accademia militare del ghetto eldiano per divenire un soldato che combattesse al servizio di Marley, mettendosi in competizione con Reiner e prendendolo subito in antipatia. Infatti, osservando la sua goffaggine e l'inadeguatezza nell'addestramento, lo giudicò inadatto al possesso del Gigante Corazzato, ritenendosi più adatto di lui a riceverlo: spesso entrambi finivano in forti discussioni, arrivando anche alle mani.
La sua forma di Gigante è agile, veloce e precisa nei movimenti; inoltre, grazie alle sue mascelle, può frantumare e distruggere ogni materiale duro, oltre a squarciare ogni ostacolo per via degli artigli corazzati che possiede su mani e piedi, un'aggiunta artificiale creata dagli scienziati marleyani.
È doppiato da: Luigi Morville (ed. italiana).

### Theo Maghat
Theo Maghat è un ufficiale dell'esercito di Marley, che comanda l'Unità guerrieri eldiani con il grado di capitano. Ha un fisico tarchiato e massiccio, con capelli neri rasati e una rada barba, possedendo un carattere determinato e autorevole, a volte anche in contrasto con le alte sfere militari. Infatti nove anni prima dell'inizio della storia, quando gli alti generali marleyani idearono un piano per infiltrare i Guerrieri eldiani dentro le mura dell'isola Paradis, allo scopo di recuperare il Gigante Progenitore e mantenere la supremazia militare sul mondo, il cui progresso tecnologico sta rendendo obsoleto il potere dei Giganti, Maghat mostra delle perplessità, poiché riteneva sconsiderato mandare quattro bambini sull'isola per recuperare la Coordinata. Le sue rimostranze tuttavia vennero ben presto accantonate, con il risultato che, nonostante il gruppo dei Guerrieri eldiani fosse considerato come più forte dei precedenti, fallì completamente la missione, perdendo inoltre il Gigante Colossale e il Gigante Femmina. Durante lo sconto finale sull'isola di Paradise, inizialmente combatte contro gli Eldiani dell'isola, ma in seguito all'attivazione del Boato fugge nella foresta insieme a Pieck, dove incontra Hangie e Levi con i quali decide di allearsi. Giunto al porto con i suoi nuovi alleati per salvare gli Azumabito, preso dai sensi di colpa per il suo operato che ha portato alla guerra tra Paradise e il resto del mondo, si scusa con Mikasa, Jean e Armin, per il suo comportamento. Mentre Hangie e gli altri fuggono a bordo di una nave per portare l'idrovolante a Odia, decide di rimanere su Paradise per fermare i rinforzi degli Jaegeristi. Qui conosce Keith Shadis con il quale si fa esplodere insieme all'incrociatore navale rubato all'esercito di Marley, non prima di aver rivelato a Keith di aver compreso i suoi errori e di voler rimediare al suo operato, affermando che sarebbe stato più felice se le sue reclute avessero potuto trascorrere una vita normale.
È doppiato da Maurizio Merluzzo (ed. italiana).

### Maresciallo Calvi
Il maresciallo Calvi è il comandante supremo dell'esercito di Marley, formato in prevalenza da soldati eldiani e da coscritti arruolati a forza tra le nazioni sottomesse dalla potenza continentale. Rappresenta l'ala più militarista dell'esercito, che ha condotto Marley a intraprendere una politica imperialistica verso le altre nazioni del mondo, sfruttando e facendo esclusivo affidamento sul potere dei nove Giganti, ultima eredità dell'Impero di Eldia. Malgrado la sua indifferenza contro gli Eldiani, il maresciallo Calvi tiene molta considerazione Zeke, definito il bambino prodigio per aver mostrato la sua lealtà a Marley. A sua insaputa, Theo Maghat in collaborazione con Willy Tiber, decidono di sacrificarlo insieme a tutte le alte cariche militari di Marley durante la conferenza, sicuri che Eren si sarebbe mostrato, e per liberarsi di uno stato militarista che ha fomentato il massacro nel mondo.
È doppiato da Riccardo Scarafoni (ed. italiana).

### Sergente maggiore Gross
Il sergente maggiore Gross è un sottufficiale delle forze di pubblica sicurezza di Marley, incaricato di sorvegliare gli Eldiani e punire eventuali ribelli, gettandoli dal parapetto del molo sull'isola di Paradis e trasformandoli in Giganti, dopo aver iniettato loro il siero contenente il fluido spinale capace di attivare la trasformazione. È di bassa statura, calvo, obeso e con dei folti mustacchi neri: sprezzante verso gli Eldiani, mostra un atteggiamento sarcastico e sadico fino alla crudeltà. È il responsabile della morte di Faye Jaeger, sorella di Grisha, che ha fatto sbranare dai cani dei suoi figli per insegnare loro ad odiare gli Eldiani. Mentre cerca di buttare Grisha giù dal parapetto del molo e farlo divorare da un Restaurazionista trasformato in Gigante, viene spinto giù dal collega Eren Kruger e finisce divorato egli stesso dal Gigante tra urla orribili. È doppiato da Roberto Stocchi (ed. italiana).

### Segretario Muller
Il segretario Muller è un membro del governo militare di Marley, l'ultimo rimasto della catena di comando dopo che la Marcia dei Colossali ha distrutto sia la sua nazione che gran parte del mondo. È un uomo di mezza età, con le spalle leggermente ingobbite, gli occhi scavati e una barba bianca senza baffi; compare la prima volta al comando della base aerea di Fort Salta, ultimo avamposto marleyano obiettivo della Marcia dei Colossali, quando ordina alla flotta di dirigibili ivi stanziata di puntare verso il Gigante Progenitore e di sganciare su di esso ogni bomba disponibile, proprio per fermare il disastro. Nel suo messaggio di incoraggiamento ai piloti, Muller afferma tristemente che la colpa di quel disastro apocalittico è di tutti gli adulti lì presenti, essendo infatti la conseguenza del loro odio sfrenato e insensato verso gli Eldiani e il resto dell'umanità, promettendo, se ci sarà un nuovo giorno, di fare di tutto per non ricadere nel circolo di violenza che finora si era protratto. L'obiettivo della flotta aerea non riesce, in quanto Eren, in forma di Gigante Progenitore, riesce a convocare il gigante bestia di Zeke con il quale distrugge le aeronavi tramite dei massi. Pochi istanti dopo l'arrivo delle forze alleate dell'isola di Paradise, interviene per fare da pacere tra gli ultimi sopravvissuti dell'esercito di Marley e tra gli Eldiani scampati al massacro di Liberio, evitando che si uccidano a vicenda. A seguito della morte di Eren e della conseguente scomparsa del potere dei giganti, si rivela diffidente verso gli Eldiani appena tornati umani, domandando loro una prova immediata sulla loro vera natura, pronto a sparare su di loro, ma l'intervento di Armin che si prende il merito dell'uccisione di Eren, placa le acque.

### Niccolò
Niccolò è una giovane recluta dell'esercito di Marley. Dopo il fallimento della missione sull'isola Paradis, s’imbarcò su una nave da ricognizione per investigare sull'isola, venendo però catturato dal Corpo di Ricerca guidata da Hansie e Rivaille. Preso in ostaggio, Hansie cerca di usarlo per costringere alla resa le altre navi da ricognizione inviate sull'isola, ma Nicolo, credendo fermamente nelle considerazioni di vedere tutti gli Eldiani dell'isola come mostri, non si piegò, urlando ai suoi compagni di non arrendersi e di combattere fino alla fine. Tuttavia l'intervento di Yelena, che uccide il comandante della nave, stronca sul nascere lo scontro. Messo agli arresti dopo la cattura delle navi, iniziò a lavorare come cuoco per il Corpo di Ricerca, benché disprezzi fortemente cucinare per gli Eldiani: tuttavia, le sue convinzioni cominciarono a incrinarsi dopo che Sasha mangiò con gusto i suoi piatti e lo elogiò ampiamente, facendo in modo che Nicolo si innamorasse lentamente della soldatessa. Quando infatti viene a sapere della sua morte, Niccolò si reca al cimitero dove è sepolta Sasha, rattristato per la sua perdita e con il cuore a pezzi. Quando scopre che la piccola Gabi è la responsabile della morte della sua amata, tenta di ucciderla rompendole in testa una bottiglia di vino, ma il suo intento fallisce a causa di Falco che protegge la sua amica facendosi colpire al suo posto. Furioso Niccolò svela davanti al padre di Sasha la vera identità di Gabi, invitando il signor Brause ad ucciderla con un coltello, rivelando che Sasha gli aveva mostrato chi fosse veramente, ovvero un cuoco capace di rendere felici migliaia di persone. Il suo astio e il suo rancore svaniscono quando apprende grazie al padre di Sasha che il demone con cui sono tacciati gli abitanti dell'isola è in realtà dentro chiunque. Compresa la verità, perdona Gabi e affida Falco alle cure di Hangie nella speranza di poter rimediare al suo errore. Viene però arrestato insieme a Mikasa e agli altri da Flock. Quando in seguito all'attivazione del “Boato" viene liberato da Onyankoppon insieme agli altri prigionieri La famiglia Braus, Jean, Connie, Armin e Mikasa) rimane con la famiglia di Sasha e li aiuta a fuggire dai giganti puri generati da Zeke, durante la fuga si imbatte casualmente nel gigante puro di Nile, che tenta di divorare Kaya, ma viene salvato da Gabi, decidendo di coprirla quando l'esercito si accorge della morte di lei, prendendosi il merito dell'uccisione del gigante. Scortato dall' esercito, si rifugia nelle stalle, dove incontra nuovamente Mikasa e gli altri, decidendo però di rimanere con i Braus per aiutarli. 
Tre anni dopo, la morte di Eren, è insieme con la famiglia di Sasha uno dei pochi contrari al movimento Jaegerista che si è impossessato dell'isola.
È doppiato da Riccardo Suarez (ed. italiana).

### Tom Xaver
Tom Xaver è un guerriero eldiano fedele a Marley, precedente detentore del Gigante Bestia. Considerato poco adatto alle battaglie, Tom si dedicò alla ricerca e allo studio sull'origine dei giganti, entrando nello speciale gruppo di ricerca scientifica.
Notando i possibili successori che avrebbero ereditato il suo gigante, lo colpì in particolare Zeke Jeager, il quale rimaneva sempre ultimo negli esercizi militari delle reclute. Conoscendolo, i due infine strinsero amicizia, giocando insieme a catch ball e instaurando una sorta di legame padre-figlio. Avendo studiato la natura dei giganti, Tom ammette di ritenere inventante la maggior parte delle storie di Marley, affermando, in modo enigmatico, che non è dispiaciuto di avere accorciato la sua vita a tredici anni. Ciò era dovuto ad una tragedia personale: da giovane si era sposato con una Marleyana e aveva avuto un figlio, senza rivelare di essere un Eldiano; quando la moglie lo scoprì, uccise il loro bambino e poi stessa, inducendo Xaver a diventare un Guerriero eldiano per potersi suicidare con stile. Fu lui ad indurre Zeke a denunciare i suoi genitori alle autorità di Marley, in modo da ingraziarsi il governo e salvare sé stesso e i suoi nonni. Il suo gigante ha la forma di un ariete umanoide.
È doppiato da Stefano Billi (ed. italiana).

## Guerrieri cadetti eldiani di Marley
Si tratta di un'unità di bambini-soldato eldiani, incorporata nell'esercito marleano, selezionati tra i vari distretti d'internamento di Marley affinché ereditino il potere dei nove Giganti originali e permettano a Marley di continuare a governare il mondo, soggiogato proprio grazie a questo immenso potere. I candidati devono affrontare numerose prove fisiche, oltre a dichiarare fermamente la propria fedeltà a Marley tramite un test scritto, dove vengono riportati i desideri più reconditi dei giovani cadetti per compiacere la nazione vincitrice. I candidati selezionati, infine, ricevono la qualifica di "Marleani onorari", estendibile ai parenti di primo grado e rappresentata da un avambraccio di colore rosso, diverso dalle fasce di riconoscimento verdi dei cittadini eldiani comuni; durante l'addestramento, invece, la fascia dei cadetti e dei loro famigliari è di colore giallo.

### Falco Grice
Falco Grice è un soldato eldiano di 14 anni, al servizio dell'esercito di Marley, dove milita insieme con il fratello maggiore, Colt Grice, nell'Unità guerrieri eldiani. Qualche anno prima della sua nascita, si scoprì che suo zio era un membro del gruppo dei Restaurazionisti eldiani, un gruppo terroristico che voleva rovesciare il governo di Marley e ripristinare l'Impero di Eldia. Catturato e condannato a morte dopo la delazione di Zeke Jeager, anche l'intera famiglia Grice rischiò un'esecuzione sommaria, con il viaggio sull'isola di Paradis, dove sarebbero stati trasformati in Giganti puri. Colt riuscì però a salvare il resto della famiglia, offrendosi come soldato fedele a Marley e riuscendo in tal modo a salvare anche il fratello Falco.
Risulta essere il meno indottrinato tra i cadetti alla propaganda di Marley, al contrario di Gabi Braun, della quale è innamorato e con cui è in competizione per ottenere il Gigante Corazzato, poiché non vuole che la sua vita si accorci a solo 13 anni. Non ha inoltre paura di dire di essere contrariato ai metodi che Marley usa sui nemici e sugli Eldiani, a meno che non venga minacciata la trasformazione dei suoi familiari in Giganti militarizzati.
Dopo il raid del Corpo di Ricerca a Marley, si intrufola con Gabi sul dirigibile che riconduce i nemici a Paradis. Qui, viene inizialmente arrestato da Floch, salvo poi riuscire a fuggire insieme a Gabi, per poi incontrare casualmente Kaya che li conduce entrambi alla fattoria dei Brause, dove lui e Gabi vengono ospitati. Qualche giorno più tardi, si reca con la famiglia che lo ha accolto al ristorante di Niccolò, che dopo aver scoperto la vera identità di Gabi tenta di ucciderla, ma il bambino si mette in mezzo, salvando Gabi, ma beve accidentalmente alcune gocce del vino contenente il fluido spinale di Zeke. Minacciato di morte da Niccolò, viene nuovamente salvato dal padre di Sasha che spinge Niccolò ad aprire gli occhi, e da quest'ultimo affidato alle cure di Hange, che tenta di rimuovere la piccola quantità ingerita dal bambino, viene però arrestato da Floch a seguito del tradimento di Greze. Durante la prigionia, trascorre del tempo con Nile, che si dimostra una persona affidabile, nel momento in cui, dopo essere stato liberato insieme agli altri esponenti dell'esercito da Onyankoppon, finge di voler rinchiudere Falco, ma lo restituisce a Colt. Durante la battaglia di Shingashina tra Eldiani e Marleyani si trasforma in un Gigante a causa dell'urlo di Zeke, ritornando umano solo grazie al sacrificio di Porko, che ormai ferito mortalmente si fa divorare da Falco, che diviene il nuovo Gigante Mascella.
Tornato normale viene soccorso da Connie che decide di portarlo a Ragako per farlo divorare dal gigante puro di sua madre e farla così tornare umana. Il suo piano però fallisce a causa di Gabi e di Armin, che arrivano a Ragako appena in tempo. Deciso a riavere sua madre Connie si prepara a ferire falco con la una spada ma desiste dopo aver capito che Armin intende sacrificarsi al posto di Falco.
Tornato in città per recuperare le forze incontra per caso Annie, che si unisce al gruppo, per poi ricongiungersi con i suoi compagni.
All'alba del mattino seguente, si reca alla residenza degli Azumabito insieme a Gabi e al resto delle forze alleate, dove in seguito al fallimento delle trattative per evitare lo scontro tra gli Jaegeristi e le forze alleate, si vede costretto ad intervenire con il potere del Gigante Mascella, ma perde il controllo del suo gigante e attacca Pieck, venendo però fermato da Mikasa e da Magath che lo aiuta ad uscire dal suo gigante.
A seguito dell'arrivo a Odia viene costretto a rimanere sulla nave degli Azumabito con Annie e Gabi, qui scopre che il suo gigante è in grado di volare, e con il permesso della signora Azumabito si trasforma per andare a dare man forte ai suoi nuovi compagni.
Quando torna umano in seguito alla morte di Eren, decide di trasferirsi con la sua famiglia e con Gabi in un campo Profughi, dove aiuta a bonificare le terre calpestate insieme a Gabi, piantando nuovi alberi.
È doppiato da Adriano Venditti (ed. italiana).

### Colt Grice
Colt Grice è il fratello maggiore di Falco, successore designato a ereditare il Gigante Bestia di Zeke. Da giovane, prima della nascita del fratello, Colt si arruolò come candidato guerriero, per non far morire la sua famiglia, condannata a morte dopo la scoperta del gruppo dei Restaurazionisti di Eldia, del quale faceva parte anche suo zio. Dopo la sua scelta come successore designato del Gigante Bestia, la famiglia Grice fu considerata al sicuro da ogni ritorsione. Ha i capelli biondi e un fisico alto e atletico, oltre a essere franco, leale e sincero, finendo spesso in discussione con i propri superiori marleyani per alcuni suoi commenti sulla conduzione delle operazioni belliche. Compare per la prima volta durante l'assedio di Fort Slava, nel corso della guerra tra Marley e l'Alleanza mediorientale, salvando il fratello minore da un mitragliamento nemico, riuscendo a caricarselo in spalla e portandolo fin dentro le trincee eldiane. Dimostrerà alla fine, totale disinteresse per la guerra in atto, tra Eldiani e Marleyani, interessandosi unicamente alla salvezza di Falco, suo fratello minore, infatti, dopo essere arrivato su Paradise insieme all'esercito messo insieme da Marley e dai loro alleati, cerca subito il fratello, per poi imbattersi casualmente in Gabi, che alla visita di Nike, convince Colt a non sparare, ricongiungendosi brevemente con il fratello minore. Come dimostrato Colt dichiara di non volerne più sapere della guerra sanguinaria che si è scatenata, la sola cosa che vuole è che Falco sia al sicuro. In seguito tenta di convincere Zeke a risparmiare la vita di Falco, ma il Gigante Bestia già messo alle strette, a causa di un colpo ricevuto di striscio sulla nuca da Pieck e da Magath rifiuta di esaudire la supplica di Colt e urla, trasformando il bambino in un gigante puro, e causando la morte del ragazzo che rimane stretto al fratello anche durante la trasformazione, venendo però disintegrato.
È doppiato da Massimo Triggiani (ed. italiana).

### Udo
Udo è un cadetto eldiano di 14 anni, compagno d'armi e amico di Falco. Ha i capelli neri e corti e indossa un paio di occhiali. Timido e insicuro, spesso dimostra poco controllo delle proprie emozioni, avendo spesso scatti d'ira che possono danneggiare sé stesso o gli altri. Possiede molte conoscenze mediche ed è poliglotta.
Il giorno prima dell'annuncio di Willy Tybur, partecipa come cameriere insieme a Gabi e Falco alla festa organizzata dai Tybur per accogliere gli ambasciatori delle altre nazioni. Durante questo evento, si distrae per un istante dopo aver sentito i commenti razzisti su di lui e sulle sue origini, rovesciando accidentalmente del vino sul vestito della signora Azumabito. Sebbene il bambino si scusi immediatamente per l'errore commesso la donna lo invita a non parlare a voce troppo alta, per poi comunicare ad uno dei soldati Marlejani che incuriosita dallo strano comportamento della donna le aveva domandato se tutto andasse bene, di aver accidentalmente macchiato il suo vestito con del vino, mentre il bambino la stava aiutando a pulire la macchia. Muore durante la conferenza indetta da Willy Tybur nel ghetto Eldiano di Liberio, venendo schiacciato a morte dalla folla terrorizzata dalla comparsa del Gigante d'Attacco di Eren.
È doppiato da Lorenzo Crisci (ed. italiana).

### Gabi Braun
Gabi Braun è una giovane cadetta di 14 anni dell'Unità guerrieri eldiani, comandata dal capitano Theo Magath e composta da Falco e Colt Grice, Udo e Zofia. Cugina di primo grado di Reiner, spicca nel gruppo come la più promettente e la più determinata, tanto che i suoi stessi compagni la considerano la migliore tra loro: Gabi stessa ammette con arroganza e presunzione di essere loro superiore, sostenendo che le proprie doti personali possano farla notare agli ufficiali in comando. Si presenta come una ragazzina fortemente indottrinata dai precetti militari impartiti dal governo di Marley, fatto che l'ha resa dispotica, spietata verso il nemico e a tratti fanatica. Infatti Gabi è una assoluta sostenitrice della malvagità degli eldiani dell'isola di Paradis, considerati all'origine di tutto il male del mondo, ed è convinta che le (presunte) atrocità commesse dai loro antenati li rendano colpevoli a loro volta. Solo quando la famiglia di Sasha la perdonerà per l'assassinio della figlia, capirà che gli di Paradis non sono diversi dal resto del mondo, lasciandola tuttavia sconvolta, avendo infine compreso di avere odiato dei fantasmi, e di aver ucciso per tanti anni su ordine di Marley solo della gente innocente.
In seguito all'attivazione del boato, salva Kaya dal gigante puro di Nile, rimanendo temporaneamente con la famiglia di Sasha, con la quale si dirige nelle stalle, scortara dai soldati per ripararsi dai giganti puri, qui incontra Mikasa e Armin cui dichiara la resa e domanda la restituzione di Falco.
Dopo aver salvato il suo amico, si ricongiungersi con Annie e Reiner, per poi unirsi ufficialmente alle forze alleate. Durante la partenza per Odìa, viene costretta a stare lontana dalla battaglia contro gli Jaegeristi, ma dimostra il suo valore sparando a Floch prima che questi riesca a colpire la nave con una lancia fulmine.
Giunti a Odía, Per proteggere lei e Falco dal Boato della Terra, Annie, d'accordo con la signora Azumabito, chiude a chiave la cabina dove si trovano i due bambini, ma dopo aver compreso che le forze alleate hanno bisogno di aiuto, si reca insieme al gigante di Falco e Annie sul campo di battaglia, ma in attimo di tregua dopo che Armin ha fatto esplodere il gigante di Eren, viene trasformata in gigante puro insieme a tutti gli altri Eldiani presenti a causa del gas emanato dalla misteriosa creatura che aveva innescato la trasformazione di Eren nel gigante fondatore.
Dopo essere tornata normale in seguito alla morte di Eren, si trasferisce con Falco e la sua famiglia in campo profughi dove aiuta a bonificare le terre calpestate dai giganti piantando nuovi alberi.
È doppiata da Chiara Fabiano (ed. italiana).

### Zofia
Zofia è una cadetta eldiana di 14 anni, che milita nell'Unità guerrieri con il ruolo di medico del gruppo. Ha i capelli biondi, con una frangia sulla fronte e una breve coda di cavallo, e un naso aquilino, mentre caratterialmente si mostra gentile e disponibile verso i suoi compagni cadetti, anche se, in certi occasioni, inizia a parlare di argomenti alquanto strani e bizzarri, completamente slegati dal contesto. Nel gruppo è quella che mostra un lato più maturo degli altri: infatti Zofia è consapevole delle sue mancanze ed è certa che il prossimo successore del Gigante Corazzato sarebbe stata Gabi, cosa che non le provoca particolare fastidio, dato che è la meno interessata a ereditarlo. Muore durante la conferenza internazionale, indetta da Willy Tyber nel ghetto di Liberio per dichiarare guerra all'isola di Paradis.
È doppiata da Cristina Garosi (ed. italiana).

## Restaurazionisti di Eldia/Volontari Anti-Marley
I Restaurazionisti erano un gruppo terroristico eldiano, nato dentro il ghetto di Liberio: il loro scopo principale era rovesciare il governo militare marleyano per vendicarsi dei soprusi e delle vessazioni alle quali sono sottoposti gli Eldiani, trattati come animali e costretti a servire nelle file dell'esercito come carne da macello. Tra i membri originari figuravano Eren Kruger, detto il Gufo, fondatore del movimento e suo leader occulto, poiché agiva come infiltrato dentro il governo di Marley; Dina Fritz, ultima discendente del ramo della famiglia reale rimasta sul continente; e Grisha Jeager, un giovane medico diventato Restaurazionista per vendicarsi della morte di sua sorella minore, sbranata viva dai cani di un poliziotto marleyano. I Restaurazionisti furono sgominati dalla retata delle polizia marleyana, causata da una delazione fatta da Zeke Jeager, figlio di Grisha e di Dina, destinato a guidare in futuro il movimento, ma che tradì i genitori per salvare sé stesso e i suoi nonni dalla probabile esecuzione, spinto in questo anche dal suo mentore, Tom Xavier. Solo Grisha Jeager sopravvisse alla trasformazione in Gigante grazie all'intervento di Eren Kruger, che abbandonò la sua identità di copertura e si fece da lui divorare, per potergli passare il Gigante d'Attacco, unico mezzo per raggiungere incolume le mura e scovare il Gigante Fondatore.

### Grisha Jaeger
Grisha Jaeger (グリシャ・イェーガー?, Gurisha Yēgā) è il padre di Eren e di Zeke e il padre adottivo di Mikasa. Di statura medio-alta, con la faccia allungata, i capelli castani lunghi raccolti in una coda di cavallo, occhiali tondi e barba rada, non è originario delle mura, ma proviene dai territori al di fuori di esse. Dopo il suo arrivo, Grisha sposò Carla Jaeger e si costruì una fama di medico rispettato, dopo avere salvato il distretto di Shiganshina da una misteriosa epidemia. Custodisce un segreto nel seminterrato della sua casa, a cui si riferisce con il termine "verità". In seguito alla caduta del Wall Maria, consegna le chiavi del seminterrato ad Eren e,  usando il siero di liquido rubato dalla famiglia Reiss, trasforma Eren in un gigante puro . Muore così divorato dal figlio, che assorbe sia poteri della Coordinata che del Gigante d'attacco.
Quest'ultimo era stato ereditato da Grisha dopo aver divorato Eren Kruger, detto il Gufo, capo dei Restaurazionisti di Eldia, gruppo terroristico di cui faceva parte e che si proponeva di abbattere il potere di Marley, la potenza esterna che controllava il mondo e soggiogava gli Eldiani rimasti sul continente.
Grisha in forma di gigante ha una fisionomia più grossa e robusta rispetto al gigante di Eren. Il suo volto è coperto da una folta barba e ha lunghi capelli neri corvini ed orecchie a punta. Nonostante la grossa mole, mostra una grande forza e agilità riuscendo a sconfiggere Frieda Reiss in possesso del Gigante Progenitore.
È doppiato da Masaru Tsuchida (ed. giapponese), Vittorio Guerrieri da adulto e Ezzedine Ben Nekissa da bambino (ed. italiana).

### Eren Kruger
Eren Kruger, conosciuto anche con il nome in codice "Il Gufo", è un Eldiano infiltrato nell'esercito di Marley, avendo falsificato i documenti dell'esame del sangue grazie ad un amico medico eldiano anche lui sotto falsa identità, dato che i medici sono considerati di alta importanza e possiedono privilegi sociali. I suoi genitori fecero parte dell'armata rivoluzionaria che la famiglia reale rimasta sul continente aveva organizzato per tentare la riscossa, ma furono sconfitti e bruciati vivi sotto gli occhi dello stesso Kruger, nascosto dentro un armadio. Per mantenere le apparenze e non farsi scoprire, Kruger fu costretto a uccidere e torturare svariati membri del suo popolo, aspettando l'occasione giusta per poter agire. È stato il leader occulto dei Restaurazionisti di Eldia, gruppo di resistenza terroristico eldiano che voleva liberarsi dall'oppressione marleyana, del quale fu anche il principale rifornitore di armi e di informazioni vitali. Dopo l'esecuzione dei restaurazionisti, trasformati in Giganti Puri, si scopre inoltre che Kruger è il possessore del Gigante d'Attacco, potere sottratto al governo di Marley ed ereditato da Grisha Jaeger, che Kruger incarica di infiltrarsi dentro le mura di Paradis e recuperare il Gigante Fondatore.
È doppiato da Emiliano Reggente (ed. italiana).

### Dina Fritz
Dina Fritz era una donna proveniente da Marley, una nazione continentale esterna all'isola di Paradis, comparsa in un flashback contenuto nelle memorie di Grisha ed ereditate da Eren dopo che questi divorò il padre. Dina era l'ultima discendente del ramo della famiglia reale che rifiutò di seguire re Karl Fritz sull'isola di Paradis, preferendo restare sul continente. Di media statura, avvenente e con i capelli biondi corti, si mantenne nascosta nel ghetto eldiano di Liberio per evitare che Marley lo scoprisse, venne inviata dal "Gufo", una spia infiltrata nel governo marleyano e a capo dei Restaurazionisti di Eldia, proprio per aiutare il gruppo terroristico con le conoscenze possedute solo dai membri della famiglia reale. Sposerà Grisha e avrà un figlio, Zeke, che rivelerà alla polizia marleyana le idee restaurazioniste dei genitori. Sarà arrestata e trasformata nel Gigante Sorridente. Nel primo episodio divorerà la madre di Eren e nella seconda stagione Hannes. In seguito verrà uccisa da molti giganti grazie al potere della Coordinata di Eren.
È doppiata da Annalisa Usai (ed. italiana).

### Yelena
Yelena è il capo dei Volontari Anti-Marley e stretta alleata degli Eldiani di Paradis. Fisicamente è una donna molto alta, con i capelli biondi a caschetto, ed è il braccio destro di Zeke Jeager e fedele seguace dei suoi ordini, che esegue con fanatismo e spietatezza verso chiunque. Compare per la prima volta durante la conferenza di Willy Tybur nel ghetto di Liberio, quando, seguendo le indicazioni di Rivaille e di Hansie, travestita da soldato maschio e con una barbetta posticcia, allontana Peak e Porko dalla scena principale, attirandoli in una trappola anti-gigante, formata da una profonda fossa circolare dove i due Guerrieri marleyani cadono da una botola, azionata personalmente da Yelena. Dopo la distruzione del ghetto per mano di Eren e di Armin, fugge con loro a bordo del dirigibile, facendo ritorno all'isola Paradis. Tornata sull'isola Yelena si schiera dalla parte di Eren e aiuta gli Jaegeristi nel loro intento rivoluzionario. Il suo vero obiettivo è sempre stato quello di attuare il piano per l'eutanasia ideato da Zeke, ma quando quest'ultimo viene sopraffatto dal nuovo potere di Eren viene arrestata da Flock e condannata a morte insieme a Oniankoppon. Viene però salvata dal Gigante Carro di Pieck e portata al sicuro nella foresta insieme a Jean e a Oniankoppon. Durante la notte, Magath la smaschera davanti ad Hangie e agli altri, rivelando che in realtà è una Marleyana a tutti gli effetti. Per giustificarsi Yelena dichiara di avere sempre disprezzato Marley che trasforma con modi militaristi e fanatici le persone e rievoca le atrocità compiute da tutti i presenti fino a quel momento, permettendo così agli Eldiani di Paradise e ai sopravvissuti dell'esercito Marleyano di confrontarsi sul piano psicologico.
È doppiata da Mitsuki Saiga (ed. giapponese), Lucrezia Marricchi (ed. italiana).

### Onyankopon
Onyankopon è un soldato di una nazione sconfitta e sottomessa da Marley, costretto a militare nelle file della potenza vincitrice. Per questo motivo, aderisce ai Volontari Anti-Marley, un gruppo segreto nelle forze armate marleane, guidato da Yelena e formato dai soldati stranieri che compongono parte delle forze armate della potenza continentale, il cui scopo è quello di abbattere il potere di Marley e ridare la libertà sia ai propri Paesi d'origine sia a Eldia. È un uomo nero, uno dei pochi comparsi nella storia, e ha un carattere mite, tollerante, religioso e a volte ironico, come quando risponde a Sasha sull'origine della sua pelle scura. Possiede numerose conoscenze ingegneristiche e meccaniche, oltre ad essere un esperto pilota di velivoli: infatti Onyankopon guida il dirigibile usato dal Corpo di Ricerca per ritornare a Paradis dopo il raid contro Marley.
Sebbene inizialmente si schieri dalla parte di Yelena, aiutando lei e Floch nell'arresto di Hange e dei membri del Corpo di Ricerca, dopo aver scoperto la verità sulle azioni di Zeke, libera i prigionieri, rivelandosi completamente all'oscuro del vero intento di Zeke. A seguito della disfatta di Zeke, malgrado le offerte degli Jaegeristi, decide a costo della sua vita di non schierarsi con loro, venendo salvato all' ultimo istante da Pieck in forma di Gigante Carro. Durante la fuga a Odía, aiuta i tecnici degli Azumabito nella manutenzione dell' idrovolante, per poi pilotarlo personalmente, fino all'arrivo a Forte Salta, dove precipita a causa di alcune pietre lanciate dal Gigante Bestia di Zeke, evocato poco prima dal fondatore. Sebbene precipiti con il velivolo, riesce comunque a far atterrare i Rivaille e gli altri passeggeri sulla schiena del fondatore. Nonostante la caduta del velivolo, riesce a sopravvivere, ma sviene dopo aver battuto la testa, per poi essere soccorso dal padre adottivo di Annie. In seguito alla morte di Eren, decide di rimanere a Marley, trasferendosi con Yelena e Rivaille in un campo profughi, dove lavora trasportando casse piene di oggetti necessari a far divertire i bambini.

### Griez
Griez è un soldato marlyeano, commilitone di Nicolo e convinto sostenitore della causa di sterminare tutti gli Eldiani. Viene catturato, assieme a Nicolo, dai soldati del Corpo di Ricerca dopo essere giunti sull'isola a bordo di una nave da ricognizione; messo agli arresti, lavora come cameriere nello stesso ristorante dove Nicolo svolge la mansione di cuoco, aiutandolo ad attuare il piano di Zeke, consistente nel distribuire agli alti ufficiali di Paradis alcune bottiglie di vino contenenti il suo fluido spinale, capace di trasformare in Giganti. Griez, però, vedendo come Nicolo si sia innamorato di Sasha, ritiene con disprezzo che egli sia impazzito, perché amava un'Eldiana e non sopportava il suo continuo parlare di lei. Dopo aver attuato il piano di Zeke, contribuisce a far rinchiudere i membri del Corpo di Ricerca che non sono passati dalla parte di Eren: poiché in prigione vi finisce anche Nicolo, Griez lo accusa davanti a tutti di essersi fatto corrompere da una demone di Paradis. Le sue parole di disprezzo verso Sasha provocano l'ira di Nicolo, ma Yelena, che era lì presente, non tollerando i suoi commenti sprezzanti sugli Eldiani, gli spara in testa senza pietà con un revolver.

## Altri personaggi

### Carla Jaeger
Carla Jaeger (カルラ・イェーガー?, Karura Yēgā ) è la madre naturale di Eren e la madre adottiva di Mikasa. Fisicamente è di statura medio-alta, con lunghi capelli castani raccolti in una coda di cavallo, mentre ha un carattere dolce e compassionevole verso gli altri, dimostrandosi però anche forte e severa, specie nei confronti del figlio Eren. Conobbe il marito Grisha Jeager, un medico straniero che proveniva da fuori dalle mura, in una taverna di Shingashina, dove lei serviva ai tavoli come cameriera; dapprincipio non lo notò più di tanto, ma si innamorò di lui dopo che Grisha guarì lei e i suoi genitori da un'epidemia che aveva colpito la città. Poco tempo dopo si sposarono ed ebbero un figlio, che Grisha chiamò Eren in ricordo di Eren Kruger, colui che lo aveva spronato a lottare per la libertà degli eldiani. Muore divorata viva dal Gigante Sorridente dopo che questo le ha spezzato la schiena.
È doppiata da Yoshino Takamori (ed. giapponese), Irene Di Valmo (ed. italiana).

### Dallis Zacklay
Dallis Zacklay (ダリス・ザックレー?, Darisu Zakkurē) è il comandante supremo dei tre ordini militari presenti all'interno delle mura: Corpo di Gendarmeria, Corpo di Guarnigione e Corpo di Ricerca. Compare per la prima volta alcuni giorni dopo la battaglia di Trost, in veste di giudice nel processo contro Eren, per decidere cosa farne del suo potere di Gigante: alla fine, convinto anche dal discorso di Elwin Smith, comandante del Corpo di Ricerca, che vorrebbe servirsene per riconquistare il Wall Maria, decide di affidarlo proprio a quest'ordine militare. Sebbene sia rispettato da quasi tutta la gerarchia militare, Zacklay nutre un profondo disprezzo per l'arroganza e l'ipocrisia del governo reale: pertanto si unisce al colpo di Stato organizzato da Ewin per rovesciare la corona e mettere sul trono Historia Reiss, divenendo in pratica il capo del governo militare che reggerà Paradis. Muore in un attentato dinamitardo organizzato dagli Jaegeristi, la fazione ribelle che voleva salvare l'isola seguendo i piani di Eren, attivando la Marcia dei Colossali.
È doppiato da Hideaki Tezuka (ed. giapponese), Dario Penne (S1) e Franco Zucca (S3) (ed. italiana).

### Kenny Ackermann
Kenny Ackermann (ケニー・アッカーマン?, Kenī Akkāman) è il capo della squadra di soppressione anti-uomo del Corpo di Gendarmeria, imparentato con Mikasa e zio di Rivaille. È un serial killer, noto come "Kenny lo Squartatore", che vive fin dall'infanzia nei bassifondi delle mura, perseguitato dai soldati della famiglia reale per via del suo retaggio famigliare. Gli Ackermann, infatti, sono uno dei pochi gruppi, insieme agli asiatici, che non possono essere influenzati e controllati dal potere dei Gigante Progenitore del primo re. Tenta dunque di vendicarsi attaccando Uri Reiss, detentore del Gigante Progenitore, ma diventa invece suo amico, venendo nominato capo della squadra soppressione anti-uomo della Gendarmeria centrale, con il compito di uccidere ogni individuo che avesse cercato di capire il segreto delle mura. Dopo la morte per malattia di sua sorella Kuchel, Kenny decide di prendersi cura di suo nipote Rivaille, insegnandogli a usare le armi e a diventare autosufficiente; dopodiché lo abbandona, non rivelandogli che egli è suo zio.
È doppiato da Kazuhiro Yamaji (ed. giapponese) e Christian Iansante (ed. italiana).

### Faye Jaeger
Faye Jaeger è la sorella minore di Grisha Jaeger, e di conseguenza la zia di Eren e Zeke Jaeger. È una bambina di 8 anni, con capelli corti castani e un carattere allegro, solare e vivace. Compare la prima volta in un flashback dove viene narrata la storia di Grisha dentro il nativo distretto d'internamento di Liberio, quando lei e il fratello maggiore, più grande di quattro anni, escono di casa per ammirare il passaggio di un dirigibile che volava in cielo. Non potendo uscire oltre le mura del distretto, Faye venne portata lo stesso da Grisha in giro per la città, fino alla rimessa dell'aerostato, posta sulla riva dell'argine cittadino. Qui trovarono due poliziotti, che li punirono per essere usciti senza permesso dal ghetto: Kruger pestò violentemente Grisha, mentre Gross prese Faye e la fece divorare dai cani dei suoi figli, per insegnare loro l'odio verso gli Eldiani. Il poliziotto però nascose il delitto alla famiglia; solo Grisha, anni dopo, seppe la verità entrando nelle file dei Restaurazionisti di Eldia, che avevano una spia all'interno del governo marleyano.

### Kaya
Kaya è una bambina orfana salvata da Sasha, della quale divenne la sorella adottiva. Compare per la prima volta nella seconda stagione, quando Sasha percorre un villaggio interno, abbandonato dai suoi abitanti dopo l'invasione del Wall Rose da parte dei Giganti: qui si trova Kaya, una bambina di 10 anni con i capelli biondi corti, paralizzata dall'orrore mentre osserva la madre, impossibilitata a muoversi per un malore alle gambe, venire divorata viva da un Gigante altro tre metri dentro la propria casa. Sasha allora affronta coraggiosamente il Gigante, colpendolo alla nuca con un'ascia, per poi conficcargli due frecce negli occhi e portare in salvo Kaya. Da allora la piccola orfana rimase con la famiglia della sua salvatrice, nella quale venne adottata, vivendo con loro nella loro fattoria, dove si allevavano cavalli. Incontra Falco e Gabi dopo la loro fuga dalla prigione, facendogli accogliere in casa Braus: il colloquio che avrà con Gabi sulla responsabilità degli Eldiani di Paradis farà aprire gli occhi alla ragazza indottrinata dall'odio di Marley verso gli isolani. E doppiata da Nana Himasaki (ed. giapponese) e Sara Labidi (ed. italiana).

### Reverendo Nick
Il reverendo Nick è uno dei massimi esponenti del Credo delle Mura, il culto religioso predominante tra gli abitanti delle tre cerchie murarie, che considera l'opera difensiva come un dono delle divinità stesse, atta a proteggere l'umanità dai Giganti. Fisicamente è un uomo alto, con i capelli castani molto corti e un carattere al limite del fanatismo, non esitando a rischiare la vita per la sua fede. Compare per la prima volta durante il processo ad Eren, sostenendo con veemenza la tesi del Corpo di Gendarmeria, che voleva assicurarsi il ragazzo in grado di trasformarsi in Gigante per giustiziarlo e far tornare la pace all'interno del Wall Rose. 
In seguito al combattimento nel distretto di Stohess, che ha dimostrato come le mura siano formate da Giganti, Nick sembra sapere molto più di quanto sembri sulla faccenda, ma prima che il Corpo di Ricerca possa interrogarlo, viene torturato e ucciso dai membri della Squadra Soppressione Anti-Uomo, sorta di polizia segreta del governo che ha il compito di uccidere chiunque possa rivelare l'esistenza del mondo al di là delle mura.

### Helos
Helos era un eroe marleyano, vissuto circa cento anni prima della storia attuale. Secondo i libri di storia di Marley, viene raffigurato come l'eroe che salvò il popolo marleyano e il resto del mondo dalla tirannia dell'Impero di Eldia: infatti riuscì astutamente a far scontrare le otto nobili famiglie eldiane che detenevano il potere degli otto Giganti, formatisi dopo la morte della capostipite Ymir Fritz, causando una guerra civile che portò al collasso l'Impero eldiano. Successivamente, Helos si alleò con i Tyber, una delle otto famiglie eldiane, detronizzando l'ultimo re di Eldia, Karl Fritz, che dovette andare in esilio con gran parte del suo popolo sull'isola Paradis. Ciò assicurò la vittoria di Marley, che sotto il governo di Helos stesso, iniziò ad assicurarsi il predominio sul mondo, forte del prestigio accumulato. Alla conferenza di Liberio, Willy Tyber rivela che Helos, era solo un marleyano scelto a caso per interpretare la parte dell'eroe, e che tutto il piano di far crollare l'imperdo di Eldia, venne escogitato da Karl Fritz con la famiglia Tyber.

### Willy Tybur
Willy Tybur è il capofamiglia dei Tyber, una famiglia nobile che cento anni fa si opposero al Re Fritz, riuscendo infine a deporlo dal suo trono. La famiglia di Willy ha ereditato il Gigante Martello (戦槌の巨人?, Sentsui no Kyojin), uno dei nove giganti originali, secondo per potenza solo al Gigante Progenitore. Alto, con lunghi capelli biondi e una rada barba, ha un carattere sottile, pragmatico e cinico fino alla crudeltà. Pur essendo di origine eldiana, Willy gode di grande prestigio internazionale all'estero, proprio per il ruolo giocato dalla sua famiglia nell'abbattimento dell'Impero eldiano. Osservando come i giganti stiano perdendo importanza rispetto allo sviluppo tecnologico e che il prestigio di Marley sia compromesso dal suo imperialismo, la famiglia Tyber si è offerta di divulgare "la storia di questo mondo" e di assumere il controllo totale di Paradis. Muore durante l'attacco di Eren, che si trasforma in Gigante d'Attacco e lo uccide divorandolo.
È doppiato da Federico Viola (ed.italiana).

### Lara Tybur
Nell'adattamento animato viene rivelato che il suo nome è Lara, mentre nel manga non viene menzionato: secondogenita della famiglia Tyber, è di conseguenza la sorella minore di Willy Tyber, nonostante abbia un aspetto da semplice domestica. Compare per la prima volta durante la conferenza indetta dal fratello nel ghetto di Liberio per proclamare la futura invasione dell'isola di Paradis, insieme agli altri membri della famiglia Tyber.
Lara Tybur è colei che detiene il potere del Gigante Martello da Guerra, tramandato di generazione in generazione dalla sua famiglia. Durante l'attacco di Eren al ghetto è la sola, di tutta la famiglia, a sopravvivere alla morte, proprio per via dei ai suoi poteri, esclamando che Willy ha adempiuto al suo dovere di capofamiglia. Quindi ingaggia uno scontro contro il Gigante d'Attacco: la sua forza è superiore a quella dell'avversario, ma grazie all'aiuto del Corpo di Ricerca, Eren riesce a catturarla e ad assorbirne i poteri dopo aver infranto il bozzolo di cristallo in cui si trovava, usando le mandibole del Gigante Mascella come uno schiaccianoci.

### Kiyomi Azumabito
Kiyomi Azumabito è una nobildonna asiatica, originaria di Hizuru, un paese orientale del quale è ambasciatrice plenipotenziaria all'estero. È inoltre una delle persone più influenti nella politica estera degli altri paesi del mondo esterno, oltre ad avere un grande fiuto per gli affari economici, cosa che la porta a mostrare una palese avidità e un alto senso del suo lignaggio, poiché la sua famiglia, il clan Azumabito, è al governo di Hizuru. Compare per la prima volta al ricevimento indetto da Willy Tyber per gli ambasciatori delle altre nazioni: durante questo avvenimento, salva da morte certa Udo, il cadetto eldiano che quella sera svolgeva mansioni di cameriere al ricevimento, poiché aveva fatto accidentalmente cadere del vino sul suo kimono. Un simile errore, infatti, poteva costargli la vita, ma Kiyomi affermò di aver sbadatamente rovesciato il vino da sola sul suo abito.